# Zemun
Zemun (en serbe cyrillique : Земун) est une municipalité de Serbie située sur le territoire de la ville de Belgrade. Elle fait partie des 10 municipalités urbaines de la ville de Belgrade proprement dite. Au recensement de 2011, Zemun intra muros comptait 151 811 habitants et la municipalité dont elle est le centre 166 292.
Zemun est l'ancienne ville romaine de Taurunum, qui se développa du Ier au IVe siècle. Autrefois ville à part entière, Zemun conserve un centre ancien classé remontant aux XVIIIe et XIXe siècles, à l'époque où elle était située dans l'empire d'Autriche. La municipalité de Zemun fait aujourd'hui partie de la ville de Belgrade intra muros et constitue l'un des pôles économique et culturel de la capitale serbe.

## Géographie
La ville de Zemun, s'est originellement développée sur les trois collines de Gardoš, Ćukovac et Kalvarija, sur la rive droite du Danube et à son confluent avec la Save. Le cœur de la cité est constitué par les quartiers Donji Grad, Gardoš, Ćukovac et Gornji Grad. Vers le sud, Zemun s'étend jusqu'à la municipalité de Novi Beograd, avec laquelle elle forme une continuité urbaine par l'intermédiaire du quartier de Tošin Bunar. À l'ouest, elle s'étend jusqu'aux quartiers d'Altina et de Plavi horizonti et, au nord-ouest, jusqu'à Galenika, Zemun polje et, au-delà, Batajnica. Les îles fluviales de la grande Île de la guerre et de la petite Île de la guerre, inhabitées, font également partie de Zemun.

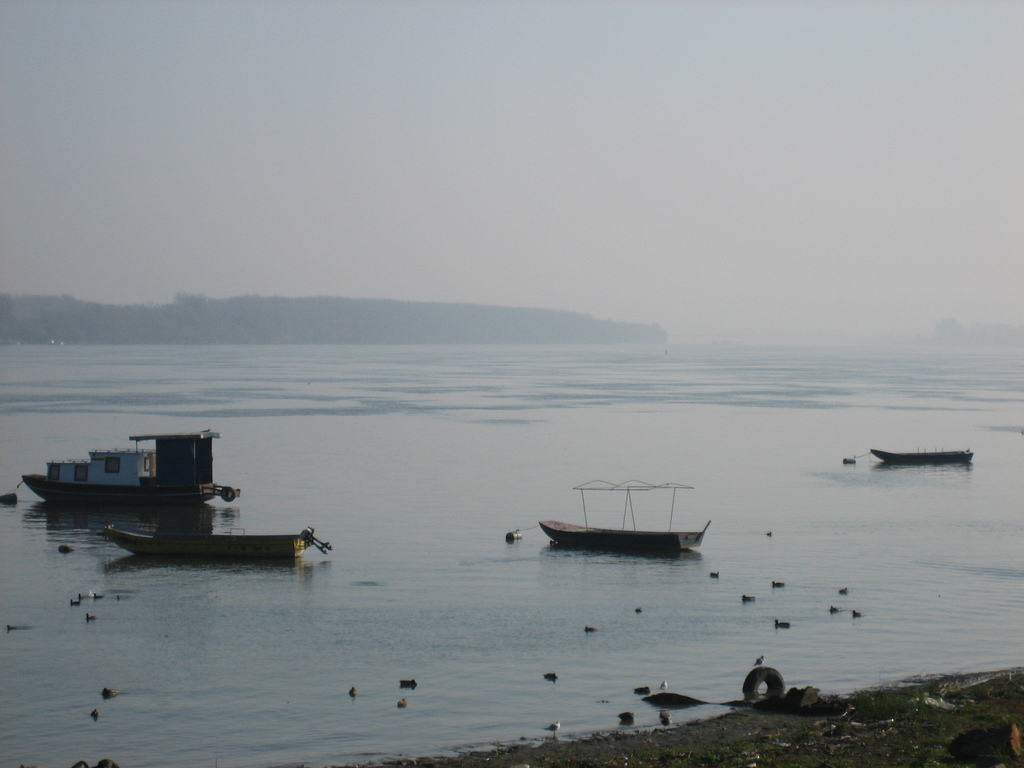
Le Danube à Zemun

La municipalité de Zemun s'étend sur 153 km2. Comme la ville, elle est située à l'est de la région de Syrmie. À l'ouest, elle touche la province de Voïvodine (municipalité de Nova Pazova) ; elle est bordée par les municipalités de Surčin (au sud), Novi Beograd (au sud-est) et Palilula et Stari grad, qui sont toutes deux situées sur la rive gauche du Danube (respectivement au nord et à l'est).

## Climat
Le climat de Zemun, comme celui du reste de Belgrade, est étudié par l'observatoire météorologique de Vračar, situé à 132 m d'altitude, coordonnées 44° 48′ N, 20° 28′ E. Zemun possède un climat continental modéré.
| Mois                                   | Janv | Fév  | Mars | Avr  | Mai  | Juin | Juil | Août | Sept | Oct  | Nov  | Déc  | Année |
| -------------------------------------- | ---- | ---- | ---- | ---- | ---- | ---- | ---- | ---- | ---- | ---- | ---- | ---- | ----- |
| Températures moyennes 1961-1990 (°C)   | 0,4  | 2,8  | 7,2  | 12,4 | 17,2 | 20,1 | 21,8 | 21,4 | 17,7 | 12,5 | 7,0  | 2,3  | 11,9  |
| Températures moyennes 1991-2010 (°C)   | 1,7  | 3,5  | 7,9  | 13,0 | 18,2 | 21,4 | 23,3 | 23,2 | 17,9 | 13,2 | 7,9  | 2,5  | 12,8  |
| Précipitations moyennes 1961-1990 (mm) | 49,3 | 44,4 | 49,5 | 58,8 | 70,7 | 90,4 | 66,5 | 51,2 | 51,4 | 40,3 | 54,3 | 57,5 | 684,3 |
| Précipitations moyennes 1991-2007 (mm) | 38,2 | 37,4 | 40,6 | 49,5 | 47,9 | 94,0 | 62,5 | 66,2 | 61,8 | 56,1 | 52,4 | 55,4 | 661,9 |

## Histoire

### Préhistoire et Antiquité

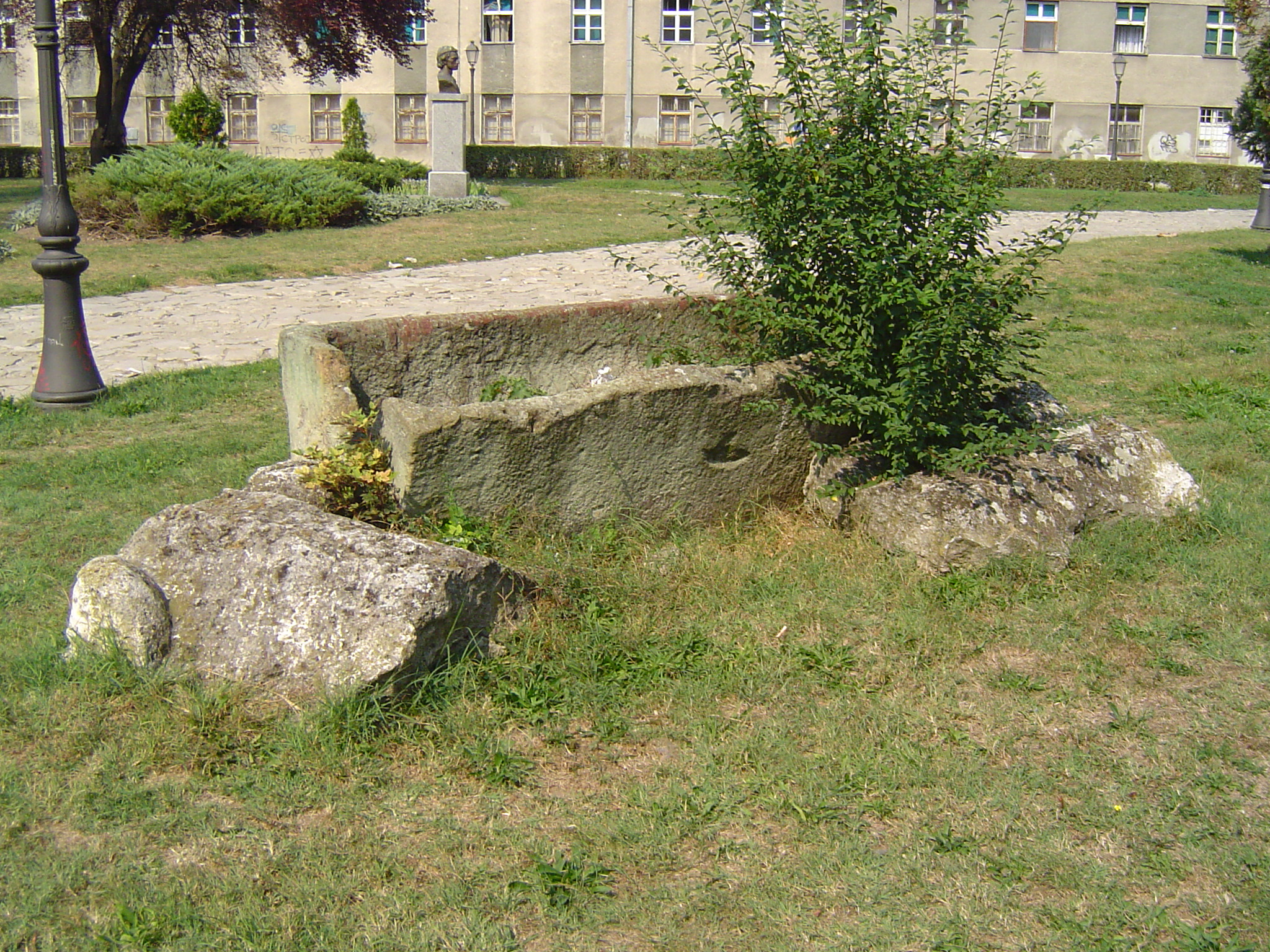
Sarcophage romain dans le Gradski park à Zemun

La région de Zemun est habitée depuis le Néolithique. Des tombes et des céramiques (plats, urnes anthropomorphes) appartenant à la culture de Baden (entre 3 600 et 2800 av. J.-C.) ont été retrouvés dans le secteur. Des tombes caractéristiques de la culture de Bosut ont été mises au jour près d'Asfaltna Baza. Quelques vestiges remontant à la période de La Tène ont été retrouvés sur le site archéologique de Brestove međe. Les premiers établissements celtes de la région de l'actuel Zemun remontent au IIIe siècle av. J.-C., quand les Scordisques occupèrent des secteurs du Danube autrefois dominés par les Thraces et les Daces.

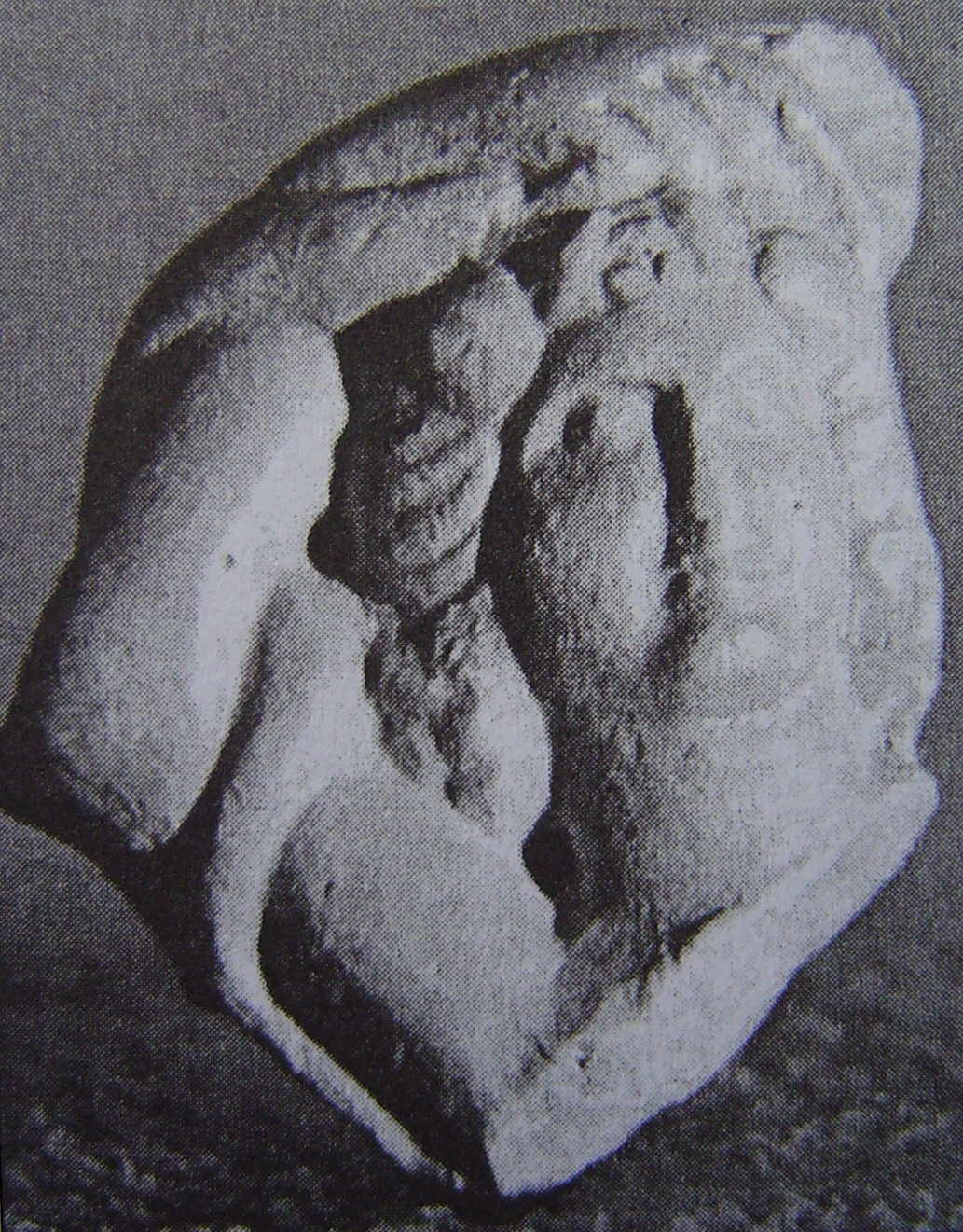
Relief représentant une ménade, trouvé à Zemun

Les Romains s'installèrent dans la région au Ier siècle. Ils fondèrent la ville de Taurunum, construite sur les vestiges d'un ancien fortin celte ; la cité était située sur l'actuelle colline de Gardoš. Ils y construisirent à leur tour un fort et la localité se développa à partir de la place militaire. Sous l'époque romaine, elle devint une ville importante de cette partie de la province de Pannonie inférieure, en tant que place militaire et centre marchand, bénéficiant notamment de sa position sur le Danube ; elle servait notamment de port pour la flotte de Pannonie. La ville est déjà mentionnée par Pline l'Ancien dans son Histoire naturelle comme le lieu « où la Save se mêle au Danube » ; elle figure aussi sur la Table de Peutinger (Tabula Peutingeriana), copie d'une carte romaine du IVe siècle.
De cette période romaine, qui s'étend du Ier au IVe siècle, Zemun conserve des vestiges de fortifications et d'architectures civile et religieuse ; on y a aussi trouvé des documents épigraphiques, des reliefs et des pièces de monnaie. En raison de sa valeur, le site de Taurunum est aujourd'hui classé,. Le site de Brestove međe, quant à lui, abrite les vestiges d'une localité, d'une nécropole et d'une voie romaine ; il a été identifié au village de Mutatio Novitiana, une « halte-relais » située sur la route Sirmium – Taurunum – Singidunum ; cette mutatio a été en activité depuis le Ier siècle jusqu'à l'Antiquité tardive ; le site, qui apporte des informations précieuses sur le limes danubien romain est aujourd'hui classé.

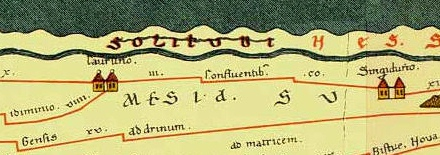
Taurunum et Singidunum sur la Table de Peutinger

### Moyen Âge

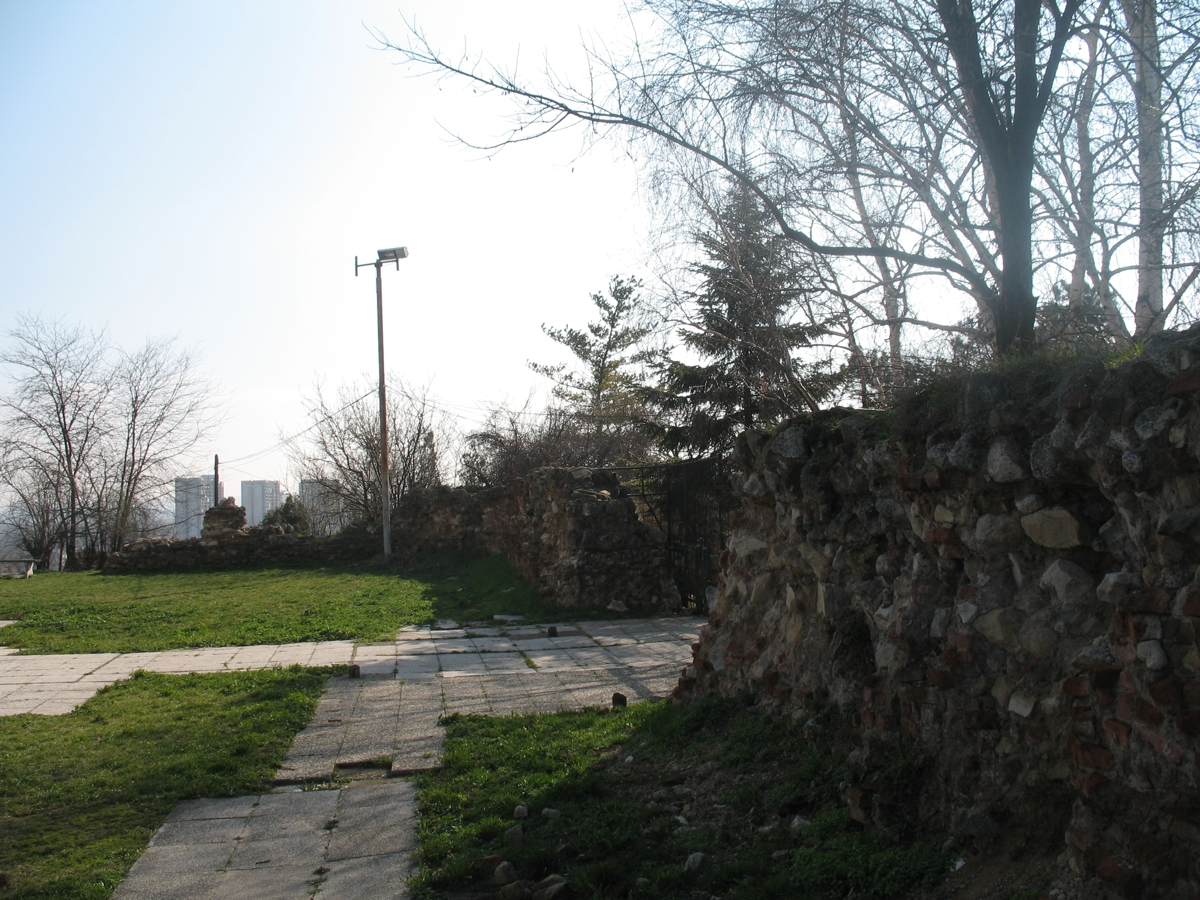
Ruines de la forteresse de Zemun

Vers 440, Taurunum fut prise par les Huns et, à partir de cette époque, la ville n'est plus mentionnée pendant plusieurs siècles. Du Ve au VIIIe siècle, la région fit partie du royaume ostrogoth, du royaume des Gépides ; elle fut contrôlée par les Lombards, les Avars et les Francs. En 827, la ville fut conquise par l'empire bulgare et fut appelée Земльн (Zemlyn), la « ville construite en terre », puis, vers l'an mil, elle fit partie du royaume de Hongrie et fut appelée Zimony ; une forteresse y fut alors construite, dont subsistent encore aujourd'hui les tours d'angle et une partie du mur de défense,. En 1018, la ville fut acquise par l'Empire byzantin puis reconquise par les Hongrois en 1071 et, pendant quelques décennies, elle passa tour à tour entre les mains de l'Empire et royaume.
Du XIIIe au XVe siècle, la ville fut tour à tour hongroise et serbe. En 1268, le roi serbe Stefan Dragutin se maria avec la princesse hongroise Elisabeth Cuman et reçut en dot la région de Syrmie ; la ville faisait partie de ses possessions et reçut son nom actuel de Земун (Zemun). En 1319, les Hongrois reprirent la Syrmie qui fut ensuite conquise par l'empereur serbe Stefan Dušan en 1353 puis reprise par les Hongrois vers 1370. En 1412, à la suite d'un traité entre le roi de Hongrie Sigismond et le despote Stefan Lazarević, Zemun fit partie du despotat de Serbie. La ville redevint hongroise en 1434, à la suite du mariage de Catherine Branković, la fille du despote Đurađ Branković, avec le comte Ulric de Cilley.
Après que la Serbie tomba sous la domination ottomane en 1459, Zemun devint un important avant-poste militaire.

### DuXVIesiècleauXVIIIesiècle

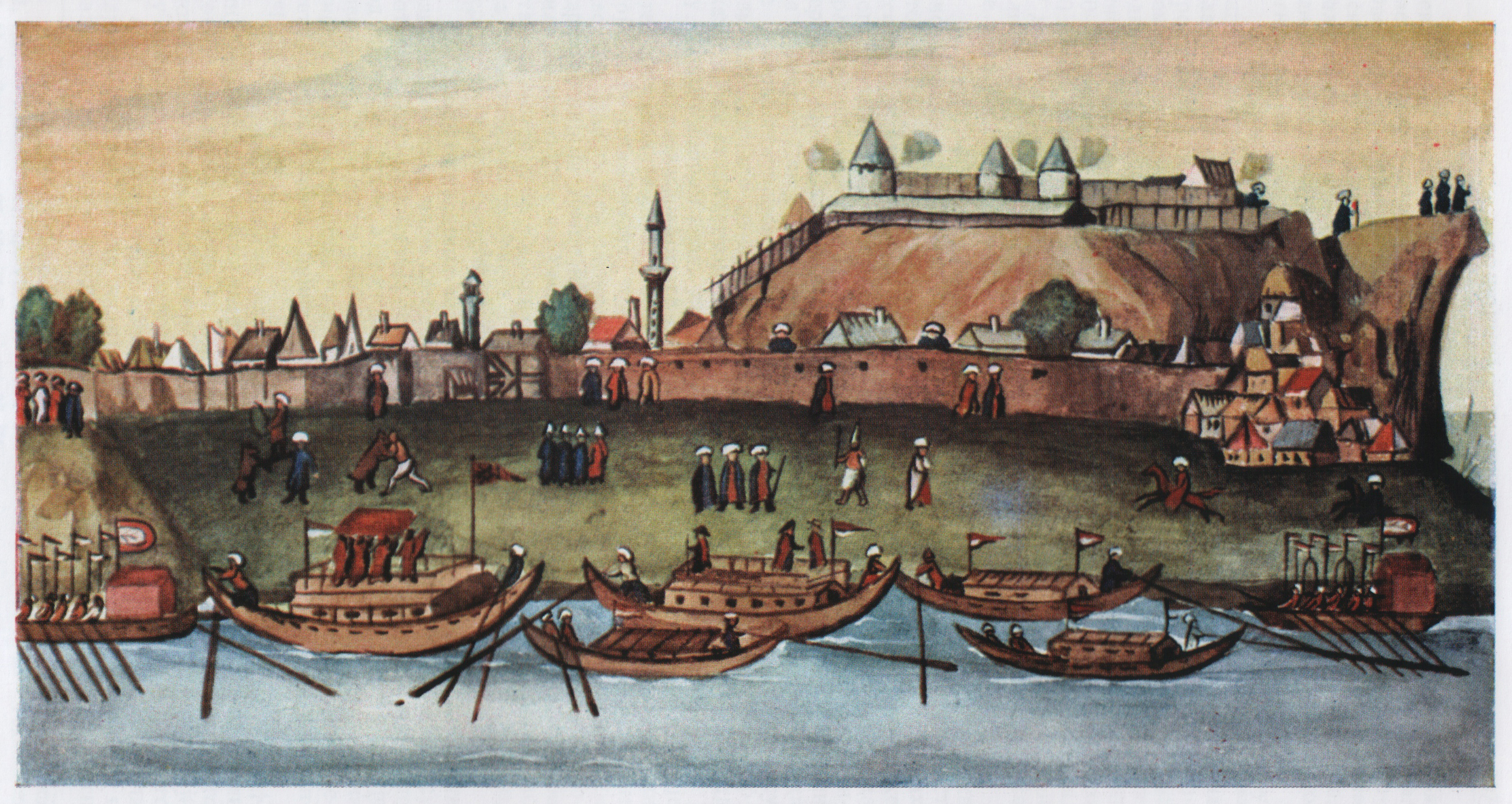
Zemun en 1608

Les Serbes se battirent à Zemun contre l'armée de Soliman le Magnifique en 1521, mais la ville fut finalement prise par les Turcs le 12 juillet 1521 et intégrée au sandjak de Syrmie, subdivision du pachalik de Budin.

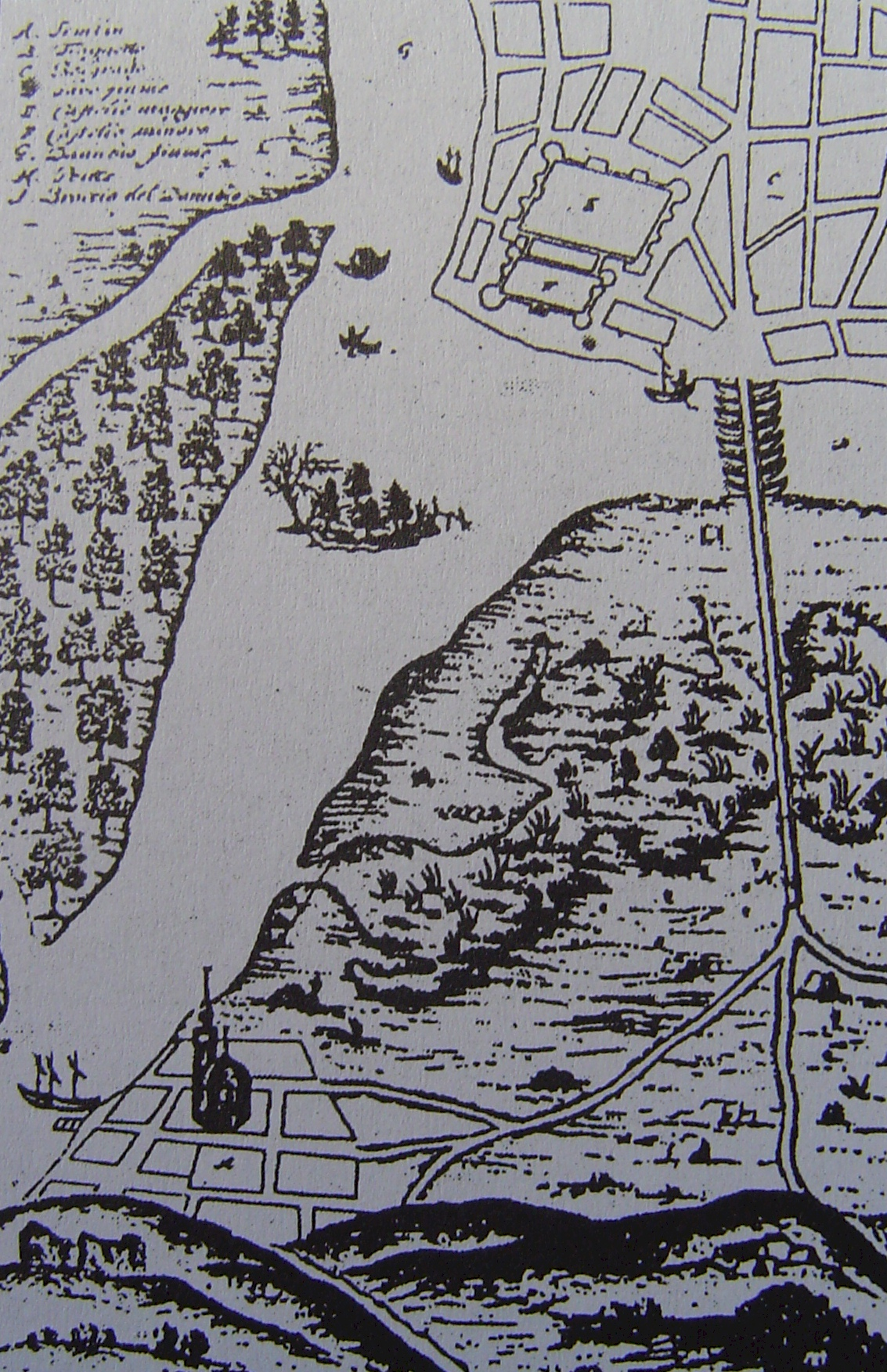
Zemun en 1688

Les troupes autrichiennes commandées par Maximilien-Emmanuel de Wittelsbach prirent Zemun une première fois en 1688, lors de la guerre austro-turque de 1683-1699 et lui donnèrent le nom de Semlin ; mais les Ottomans reprirent la ville en 1690. 
Zemun et le sud de la Syrmie furent de nouveau conquis par les Autrichiens en 1717, par le prince Eugène de Savoie-Carignan et, selon les clauses du traité de Passarowitz, signé le 21 juillet 1718, Zemun et sa région devinrent terres d'Empire et firent alors partie des domaines de la famille de Schönborn. En 1728, les Capucins ouvrirent une première école. 
L'une des institutions les plus originales de cette période fut celle de la « Quarantaine », créée en 1730 et destinée à accueillir et à maintenir en quarantaine les voyageurs qui, ayant traversé la Save, se rendaient sur les terres impériales. De cette institution, l'actuelle municipalité de Zemun conserve deux chapelles, la chapelle orthodoxe Saint-Michel et Saint-Gabriel, construite en 1786, et la chapelle catholique Saint-Roch, construite en 1836. Cette institution perdura jusqu'en 1842,.

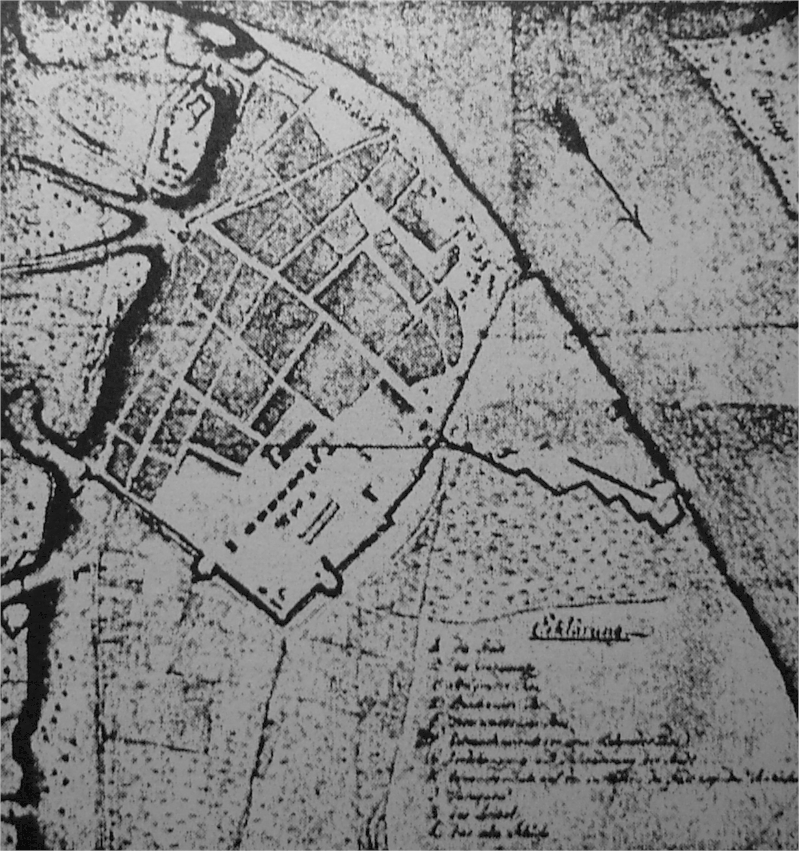
Zemun en 1791

La guerre reprit entre Autrichiens et Ottomans en 1737 et les Turcs s'emparèrent de Belgrade en 1739 ; de nombreux catholiques et orthodoxes se réfugièrent à Zemun. Le traité de Belgrade de 1739 fixa définitivement la frontière entre les deux empires et Zemun resta autrichienne. 
La zone tampon des confins militaires, sur les marches de l'empire d'Autriche, fut organisée dans la région en 1746 et Zemun bénéficia du statut de commune militaire en 1749. En 1751, Marko Nikolić devint le premier maire de la ville, avec le titre de Mastistrat (« juge »). En 1754, la population de Zemun comptait 1 900 chrétiens orthodoxes, 600 catholiques, 76 Juifs et environ 100 Roms. En 1777, la population de la ville comptait 1 130 foyers et 6 800 habitants, dont la moitié étaient des Serbes, la seconde moitié étant constituée de Catholiques, de Juifs, d'Arméniens et de Musulmans. La majorité de la population catholique était formée par des Allemands. À cette période remonte également l'installation de populations hongroises. En 1776, la présence d'une synagogue est mentionnée dans la ville ; la première brasserie y ouvrit ses portes en 1779 et le premier hôpital en 1789.

### XIXesiècle

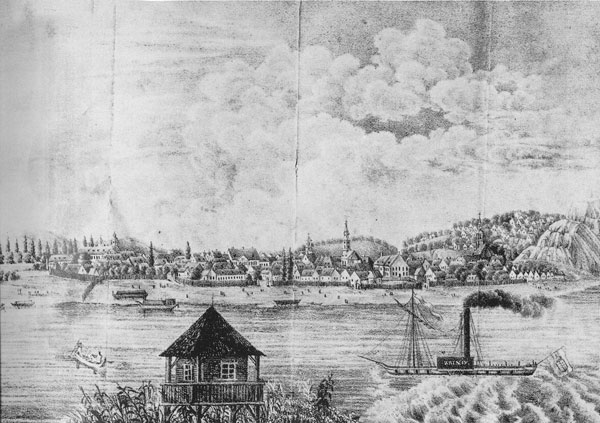
Vue de Zemun au XIX

Au début du XIXe siècle, en 1813, après l'échec du Premier soulèvement serbe contre les Ottomans (1804-1813), le chef de l'insurrection, Karađorđe (Karageorges), se réfugia pour un temps à Zemun et en 1817, l'empereur François Ier d'Autriche séjourna dans la ville.
Au moment du Printemps des peuples, Zemun fut impliquée dans la révolution autrichienne de 1848 ; la ville devint de facto l'une des capitales de la voïvodine de Serbie, une région autonome au sein de l'empire d'Autriche ; en 1849, la ville retourna sous l'administration de la Frontière militaire. Après l'abolition de cette province en 1882, Zemun fera partie du comitat de Syrmie, une subdivision du royaume de Croatie-Slavonie, autonome au sein du royaume de Hongrie et de l'Autriche-Hongrie.
Joseph Reinach, qui visita la ville en 1878, écrira dans son Voyage en Orient : « Je vous dirai donc, sans détour, qu'il n'est pas de plus vilaine bourgade que Semlin. Une population en guenilles, laide, d'aspect vicieux, mélange répugnant de ce que la Hongrie a de plus paresseux, l'Allemagne de plus grossier, la Syrmie de plus malpropre, le Ghetto de plus corrompu ; de grands gaillards patibulaires, des vieillards rongés d'ulcères, des enfants nus, des femelles qui le sont à moitié, des chiens ignobles, tout cela grouillant, piaillant, criant, hurlant, se disputant, se roulant dans la poussière, se ruant autour de moi, m'offrant ses services, voulant porter qui mon châle, qui mon parasol, qui mon sac, m'injuriant quand je m'obstine à me passer de leur secours, rappelant, dans tout leur réalisme, certaines gravures de Callot et, dans toute leur fantaisie, certains dessins de Doré. Au milieu de cette tourbe, comme des rayons d'or dans une noire eau-forte de Rembrandt, deux ou trois jeunes femmes serbes, sveltes, légères, gracieuses, soutenant sur leur tête des paniers de légumes et de fruits, canéphores charmantes. La ville elle-même, (ce que j'en ai vu) est en parfaite harmonie avec la population : rien de plus misérable. »

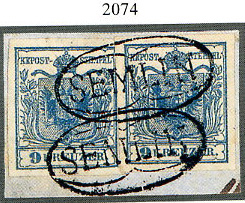
Un timbre de Type Roo de Semlin (Zemun), oblitéré en 1850

Au XIXe siècle, Zemun prospéra en profitant de sa situation en tant que ville frontière. Des Allemands et des Serbes vinrent s'y installer en grand nombre, dans les nouveaux faubourgs de Franzenstal et de Gornja Varoš, respectivement. La population de la ville s'éleva à 7 089 habitants, répartis dans 1 310 foyers. Le lycée de Zemun ouvrit ses portes le 23 septembre 1858 ; à l'époque, il ne comptait que 21 élèves sur un seul niveau scolaire ; la première bibliothèque ouvrit en 1861 ; à la place du parc de la Quarantaine, l'actuel Gradski park fut créé entre 1879 et 1886 ; la ville se dota d'une nouvelle poste moderne en 1896. Sur le plan des infrastructures, la ligne de chemin de fer Zemun-Budapest fut inaugurée le 10 décembre 1883 et, un an plus tard, la ville fut reliée à Belgrade grâce à un pont ferroviaire (détruit en 1914) ; l'éclairage public électrique entra en service en décembre 1900.
La ville basse connut une grande inondation à la suite d'une crue du Danube en 1876 ; entre 1886 et 1889, une digue le plusieurs kilomètres, aujourd'hui le Zemunski kej, le « quai de Zemun », fut élevée le long du fleuve ; malgré cela, une nouvelle inondation eut lieu en 1895.

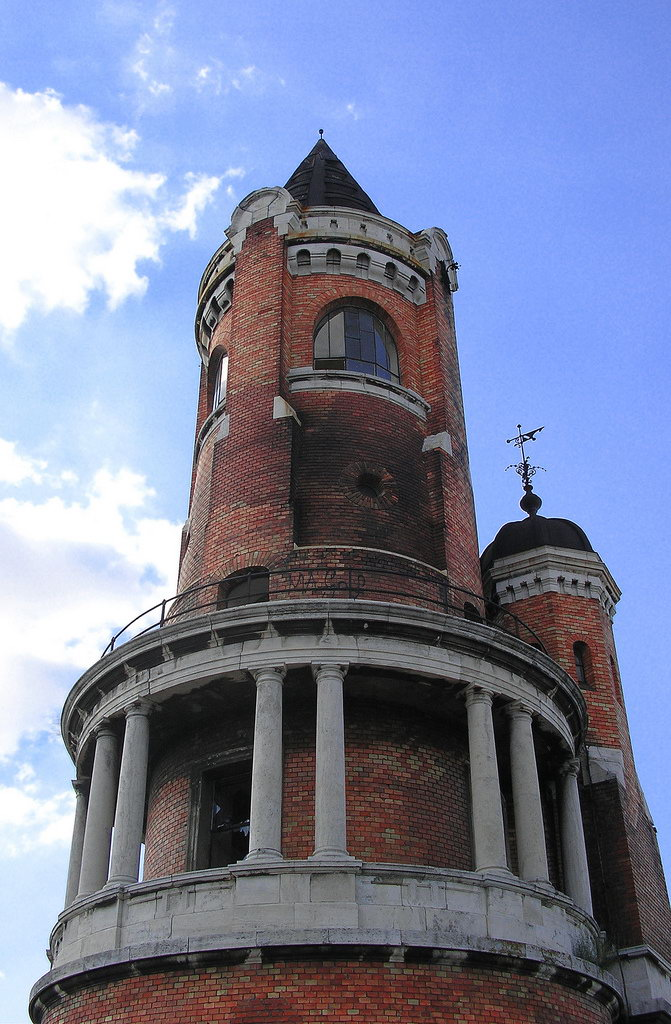
La tour de Gardoš

La tour de Jean Hunyadi (Kula Sibinjanin Janka), également connue sous les noms de « tour du Millénaire » et de « tour de Gardoš », a été inaugurée en 1896 pour célébrer le millième anniversaire de l'installation des Hongrois dans la plaine de Pannonie ; elle s'inscrivait à l'époque dans toute une série de constructions commémorant l'événement, avec des bâtiments édifiés à Budapest et quatre tours du millénaire situées dans les quatre grandes directions géographiques ; celle de Zemun constituait la tour la plus méridionale ; elle a été érigée à l'emplacement de la forteresse médiévale de Gardoš ; pendant plusieurs décennies, elle a été utilisée comme lieu d'observation par les pompiers de la ville.

### XXeetXXIesiècles

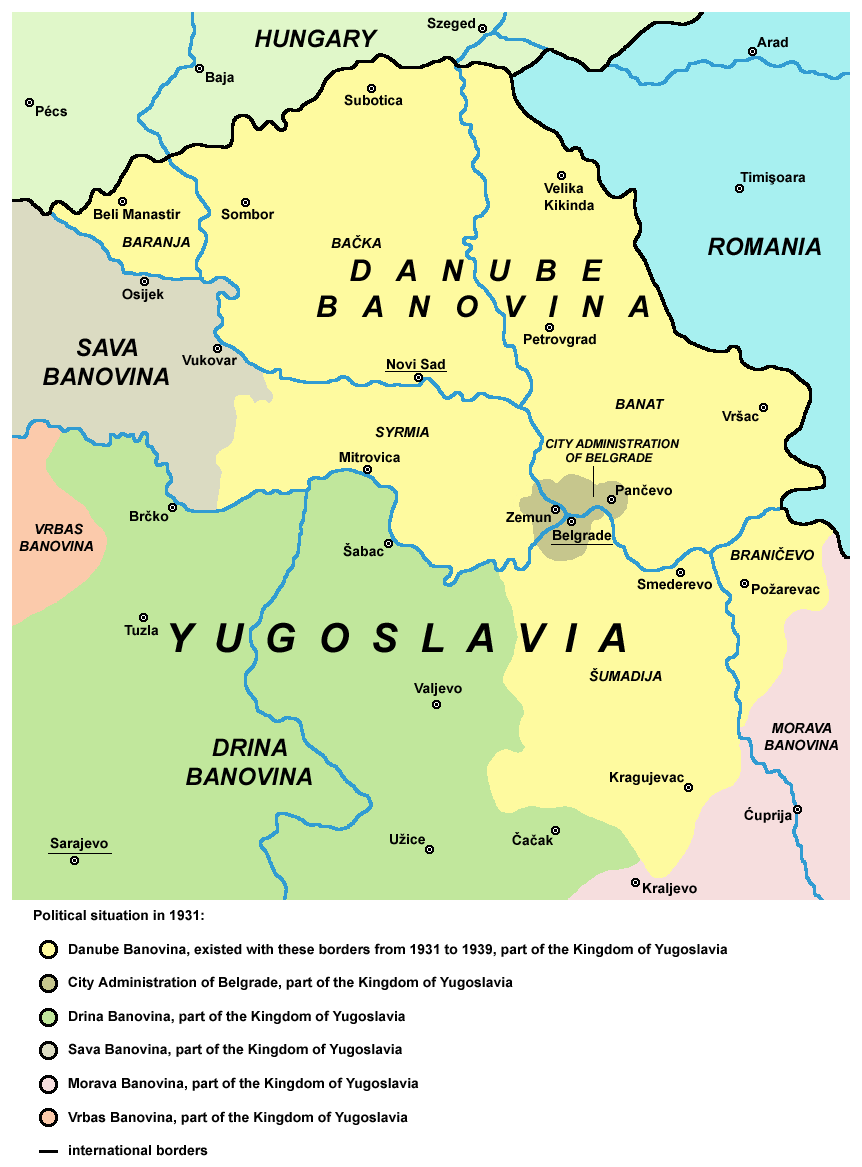
Zemun dans l'administration de la ville de Belgrade

Le 28 juillet 1914, la Première Guerre mondiale commença par le bombardement de Belgrade depuis Zemun ; le 10 septembre, les Serbes s'emparèrent de la ville mais durent s'en retirer trois jours plus tard. Les Serbes la reprirent définitivement le 5 septembre 1918. Zemun fit ensuite partie du royaume des Serbes, Croates et Slovènes qui, en 1929, devint le royaume de Yougoslavie.
Sur le plan administratif, au moment où le royaume fut divisé en banovines par le roi Alexandre Ier, Zemun fut intégrée à l'administration de la ville de Belgrade (en serbe : Uprava grada Beograda), dont le territoire constituait une enclave au sein de la banovine du Danube. Le 1er avril 1934, la municipalité de Zemun fut intégrée dans la municipalité de Belgrade et le secteur administratif de Zemun releva du gouvernement municipal de la capitale yougoslave.

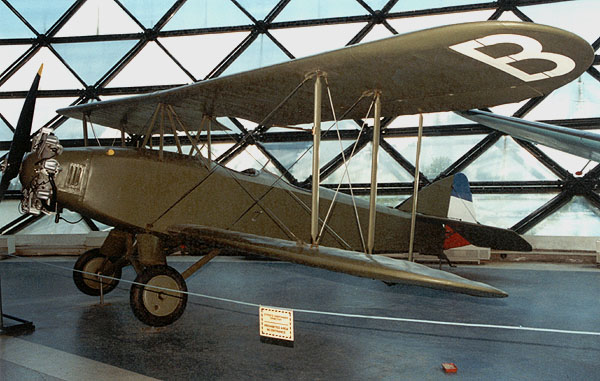
Un avion Fizir FN de la société Zmaj

En 1927, le premier aéroport civil et militaire du royaume entra en activité dans les faubourgs de Zemun. ; le premier vol intérieur commercial eut lieu le 15 février 1928 entre Zemun et Zagreb. Le commandement de l'Armée de l'air du royaume de Yougoslavie fut installé à Zemun en 1928. À cette époque, deux entreprises de construction aéronautique de premier plan fonctionnaient dans la ville, la société Zmaj, fondée en 1927,, et la société Ikarus, créée par le pilote et officier de marine Dimitrije Konjović à Novi Sad en 1923 et transférée à Zemun en 1932. Plus généralement, la ville connut alors un important essor industriel, avec des sociétés comme Teleoptik (instruments de précision) ou Veterinarski zavod (produits vétérinaires). En 1934, deux lignes d'autobus relièrent Zemun et Belgrade.
Au moment de l'invasion de la Yougoslavie par les puissances de l'Axe en avril 1941, l'aéroport constitua un objectif important pour les nazis. Zemun fut occupée et fit officiellement partie de l'État indépendant de Croatie dirigé par les Oustachis ; en revanche, de facto, la ville resta sous le contrôle direct des Allemands ; à cette époque, la rue principale de la ville, la rue Glavna, fut rebaptisée rue Adolfa Hitlera.
Le 27 juillet 1942, la communauté juive de Zemun est déportée dans les camps d'extermination de Jasenovac, de Stara Gradiska. 574 de ses membres sont assassinés durant la Shoah.
Zemun fut libérée le 22 octobre 1944 par l'Armée rouge et par les Partisans communistes de Josip Broz Tito ; elle fit ensuite partie de la république fédérative socialiste de Yougoslavie.
En 1945, sur le plan administratif, Zemun fut divisée en deux entités, la ville de Zemun et le district de Zemun (srez), contrairement au reste de Belgrade qui fut divisé en raions. En 1955, ces deux subdivisions furent de nouveau intégrées à Belgrade. Parallèlement, dans les années 1950 et 1960, les municipalités de Boljevci et de Dobanovci furent annexées à la municipalité de Surčin, tandis que Batajnica était intégrée à Zemun. En 1965, Surčin fut à son tour annexée à la municipalité de Zemun puis redevint une municipalité à part entière en 2003. En 1952, Zemun fut amputée d'une partie de son territoire pour permettre la formation de la nouvelle municipalité de Novi Beograd.
Zemun connut les soubresauts des guerres de Yougoslavie ; en avril 1999, le commandement de l'Armée de l'air ainsi que des casernes y furent bombardés par l'OTAN au moment de l'opération Allied Force.
Dans les dernières années du régime de Slobodan Milošević, Zemun est devenue le siège du célèbre Clan de Zemun, un groupe appartenant la mafia serbe ; des membres du clan ont été jugés et condamnés pour l'assassinat du premier ministre serbe Zoran Đinđić.

## Subdivisions administratives
La municipalité de Zemun compte officiellement deux localités : Zemun, qui fait partie de la ville de Belgrade proprement dite (en serbe : uža teritorija grada) et le village d'Ugrinovci, avec les deux hameaux de Grmovac et de Busije. La plupart des quartiers de l'actuelle municipalité de Zemun se sont développés dans les dernières décennies (Altina, Plavi horizonti, Kamendin, Grmovac, Busije, etc).

### Quartiers de Zemun

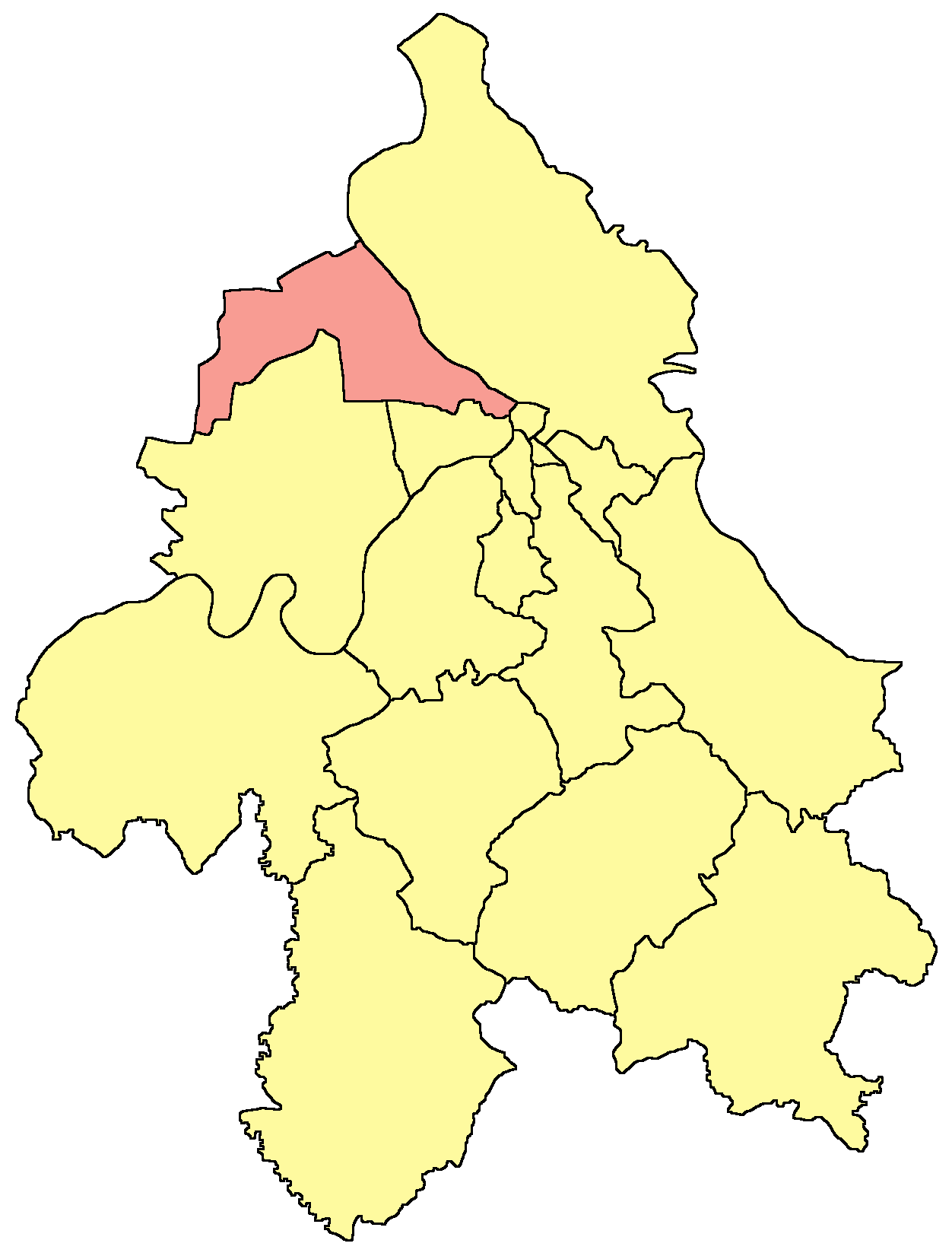
Localisation de la municipalité de Zemum dans la ville de Belgrade

Zemun compte les quartiers suivants :
| - Altina - Bački Ilovi - Batajnica - Crveni barjak - Ćukovac - Donji Grad - Galenika - Gardoš - Gornji Grad - Goveđi brod | - Jelovac - Kalvarija - Kamendin - Karađorđev trg - Kolonija Zmaj - Lido - Mala pruga - Malo ratno ostrvo - Meandri - Muhar | - Novi Grad - Plavi horizonti - Retenzija - Sava Kovačević - Šangaj - Školsko dobro - Sutjeska - 13. maj - Veliko ratno ostrvo | - Vojni Put I - Vojni Put II - Zemun - Zemun Bačka - Zemun polje - Zemunski kej - Železnička kolonija |

### Faubourgs
La municipalité de Zemun englobe les faubourgs suivants : Busije, Grmovac et Ugrinovci.

## Démographie

### Zemunintra muros
| 1921   | 1931   | 1953   | 1961   | 1971   | 1981    | 2002    | 2011    |
| ------ | ------ | ------ | ------ | ------ | ------- | ------- | ------- |
| 18 528 | 28 083 | 44 110 | 72 956 | 95 142 | 116 826 | 116 486 | 151 811 |

### Municipalité
Les données communiquées pour la pyramide des âges et la répartition par nationalités, comme celles sur la religion, intègrent la population de l'actuelle municipalité de Surčin qui fut détachée de Zemun en 2004. En 2002, les deux municipalités comptaient ensemble 191 645 habitants.

#### Évolution historique de la population
| 1948   | 1953   | 1961   | 1971    | 1981    | 1991    | 2002    | 2011    |
| ------ | ------ | ------ | ------- | ------- | ------- | ------- | ------- |
| 42 230 | 51 129 | 74 851 | 111 967 | 138 702 | 141 695 | 152 950 | 166 292 |

|  |

## Religion
En 2002, sur le plan religieux, la municipalité de Zemun est essentiellement peuplée de Serbes orthodoxes. Elle relève de l'archevêché de Belgrade-Karlovci (en serbe cyrillique : Архиепископија београдско-карловачка), qui a son siège à Belgrade.

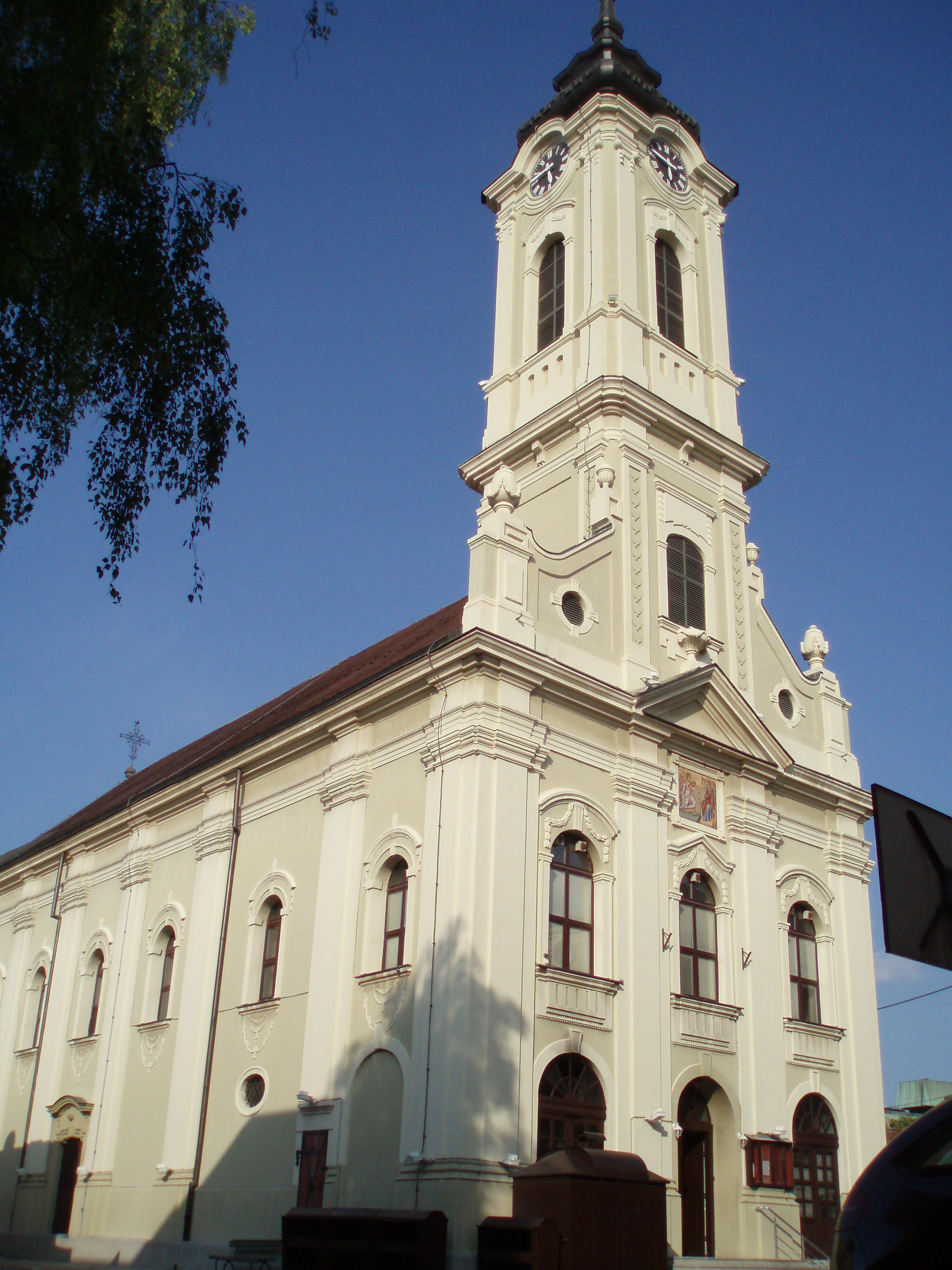
L'l'église de la Mère-de-Dieu

Pour les catholiques, Zemun, bien que située dans la ville de Belgrade intra muros, ne dépend pas de l'archidiocèse de Belgrade mais du diocèse de Syrmie qui lui-même relève de l'archidiocèse de Đakovo-Osijek, dont le siège est en Croatie. Plusieurs édifices religieux relevant de cette circonscription ecclésiastique se trouvent à Zemun comme la chapelle Saint-Roch, le couvent Saint-Jean-Baptiste et Saint-Antoine, le couvent des Sœurs de Saint Vincent de Paul ou l'église de l'Assomption.

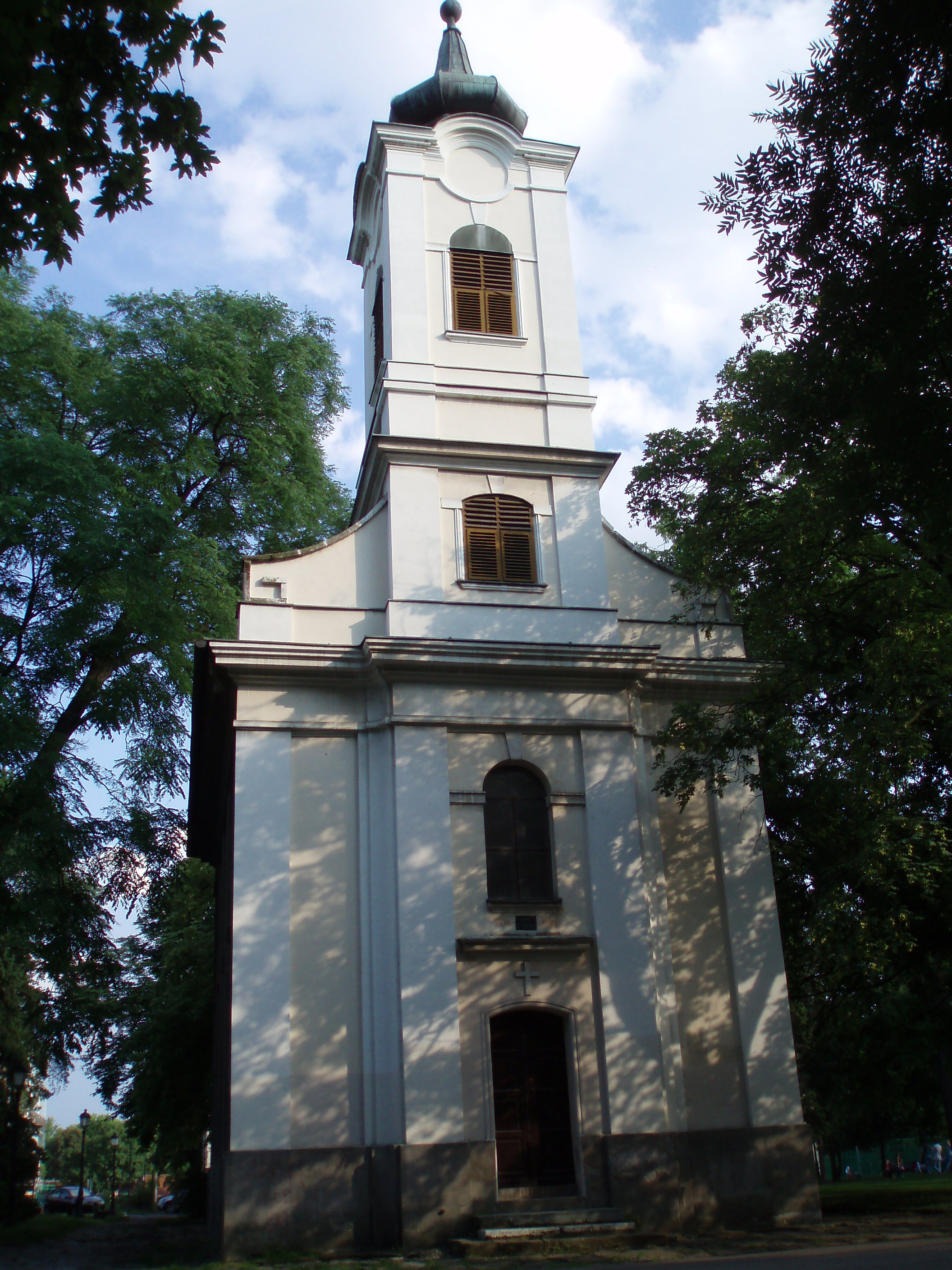
La chapelle Saint-Roch de Zemun
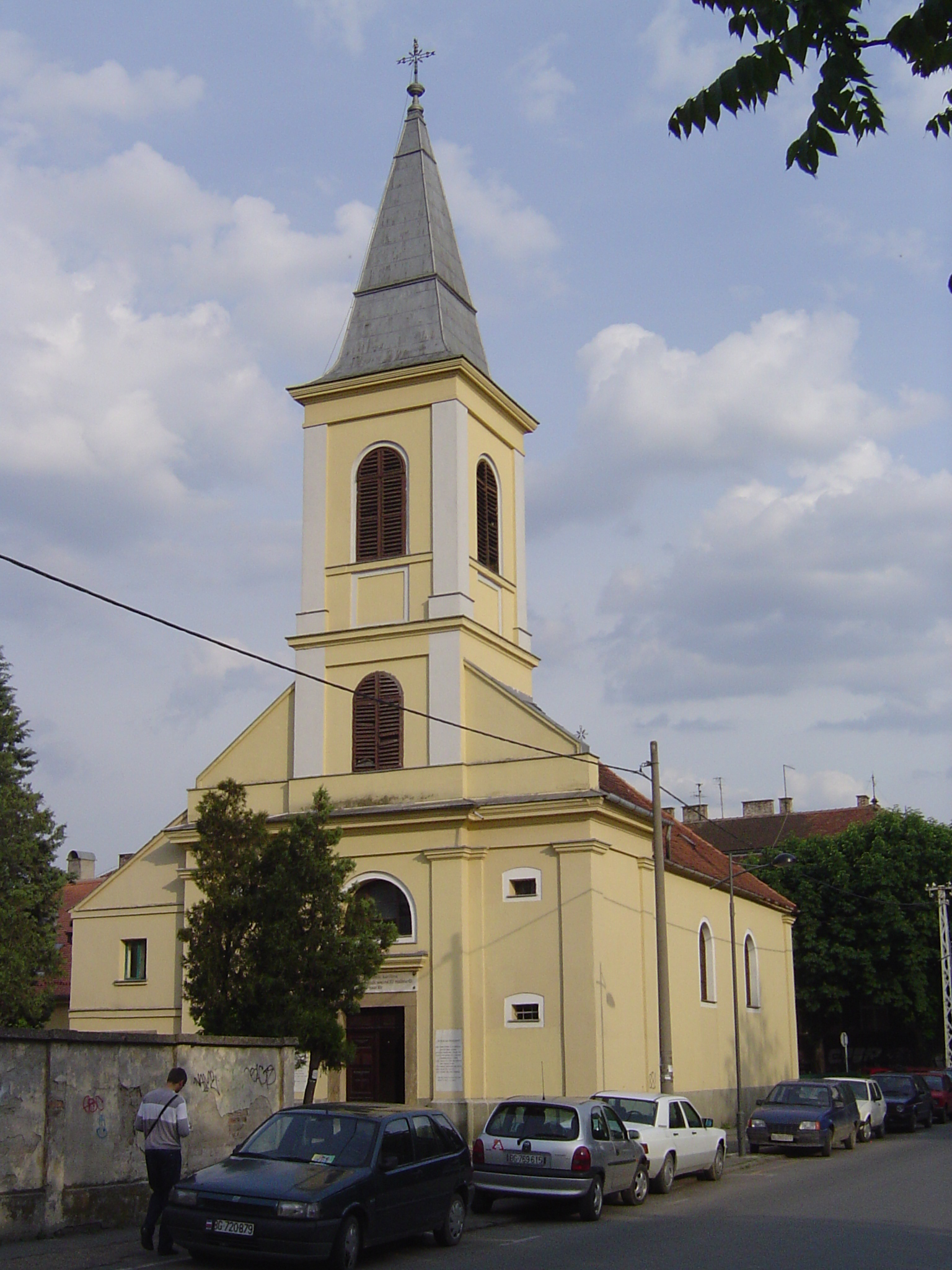
L'église du couvent Saint-Jean-Baptiste et Saint-Antoine
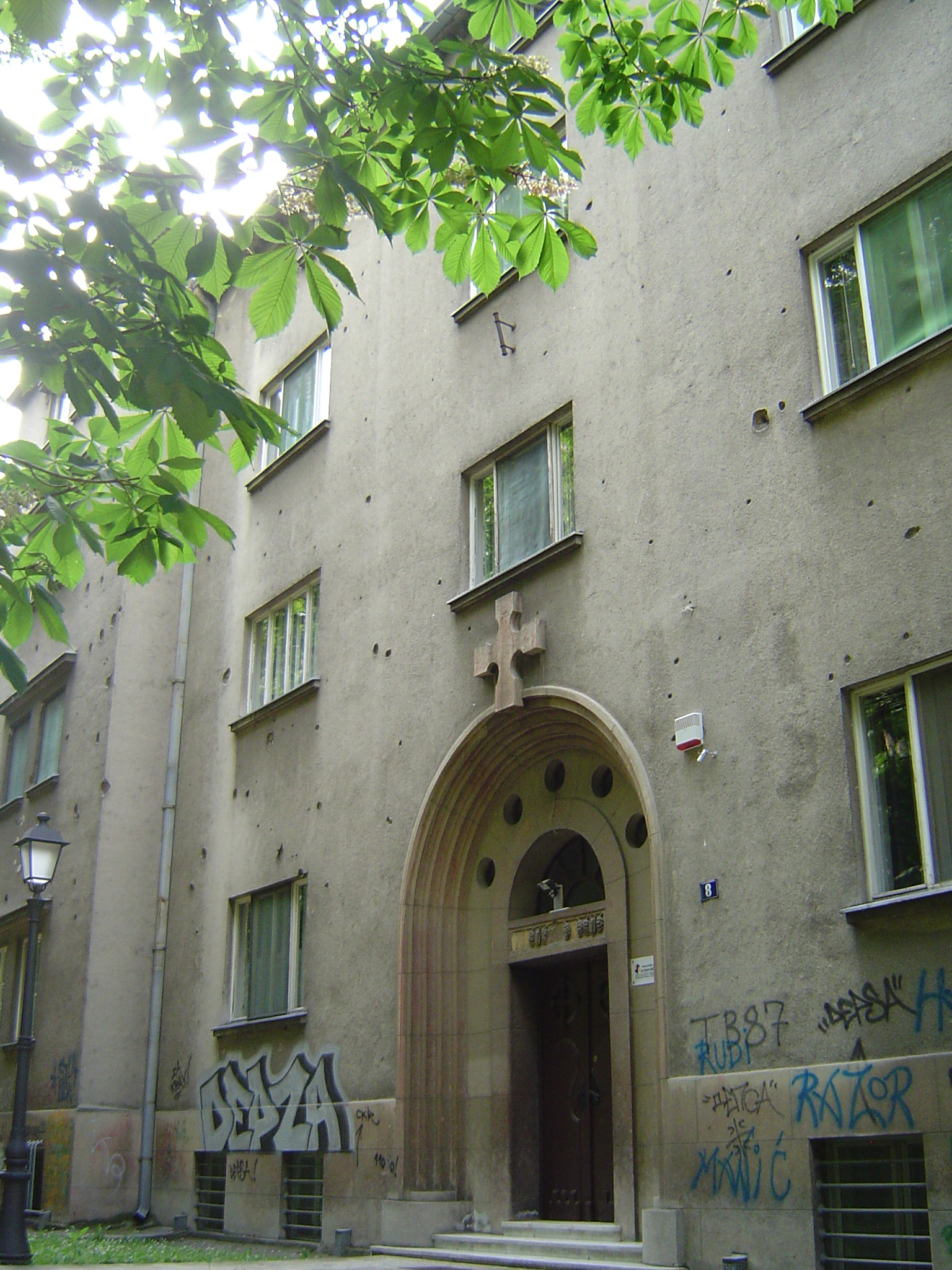
Le couvent des Sœurs de Saint Vincent de Paul
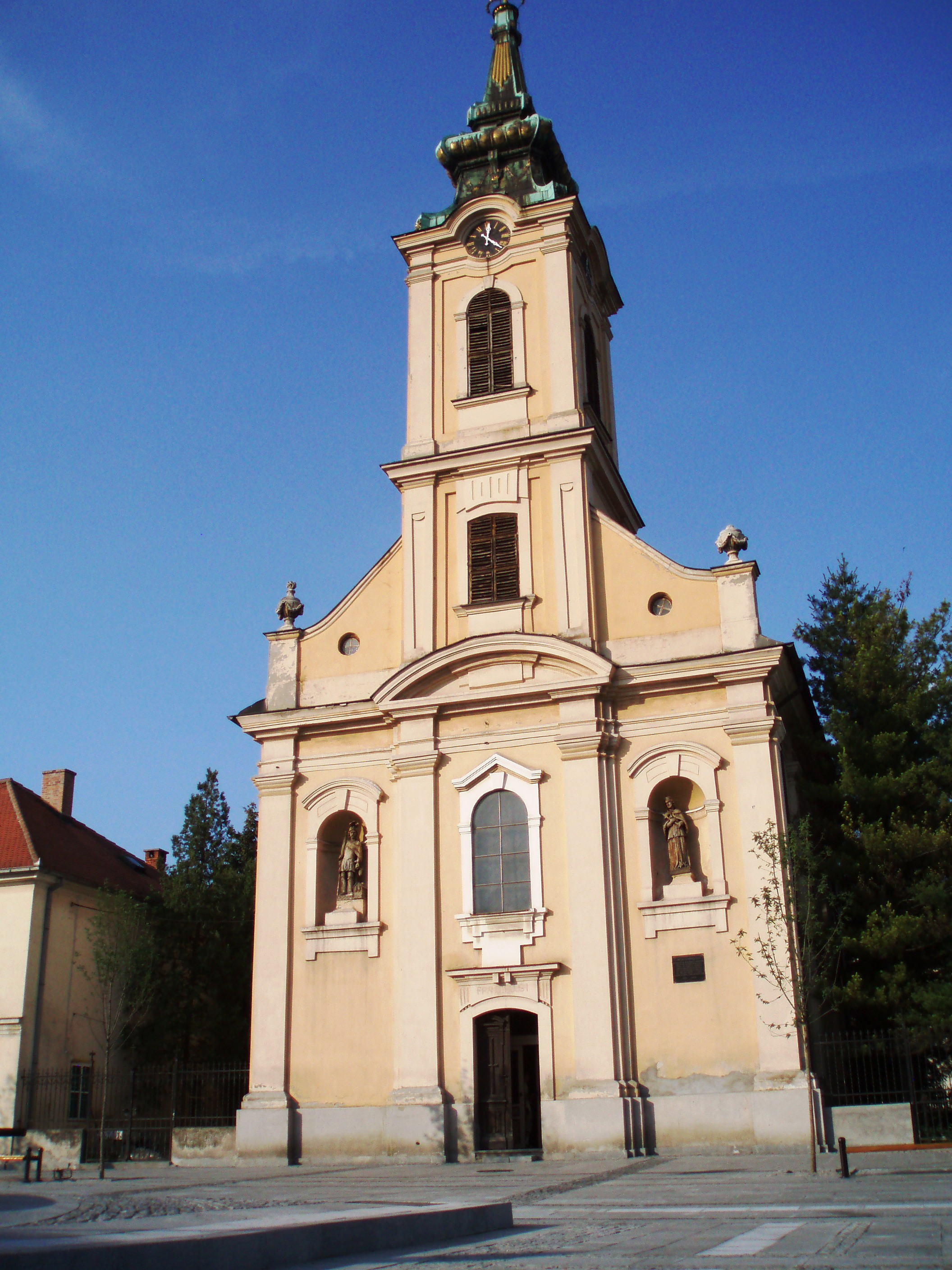
L'église de l'Assomption

### Histoire des Juifs à Zemun

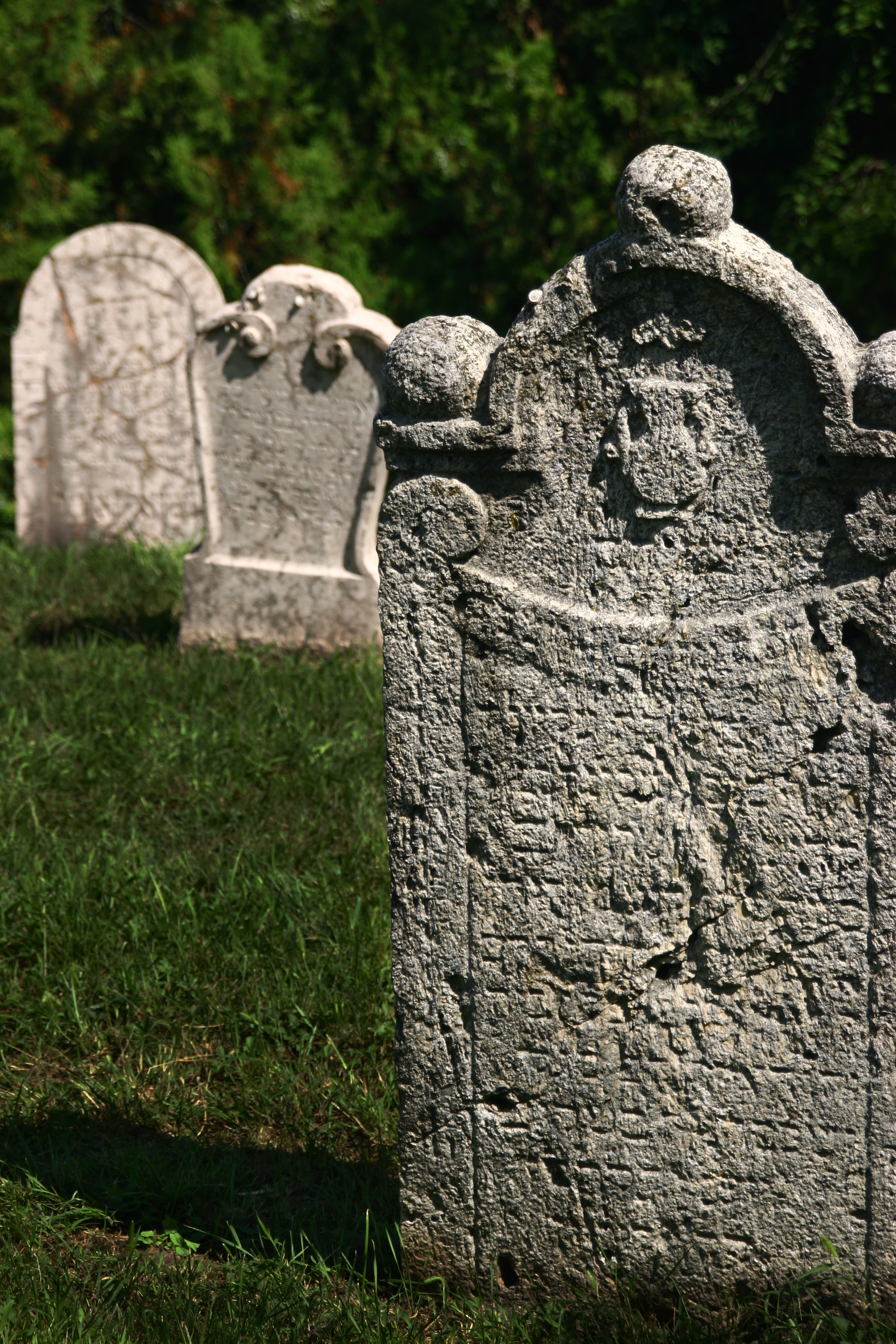
Tombes juives polies par les siècles au cimetière de Zemun

En 1739, une petite communauté juive s'établit à Zemun. L'année suivante, elle obtient son propre cimetière dans la ville et en 1755, une école juive est fondée. Le recensement de la ville de 1756 indique l'existence des aïeux de Théodore Herzl, le futur fondateur du sionisme au XIXe siècle, parmi les 76 Juifs de la ville.
Entre 1825 et 1874, Yehuda Ben Shlomo Haï Alkalaï, l'un des premiers adeptes du mouvement les Amants de Sion et parmi les initiateurs du « Retour à Sion » est le rabbin de la ville.

En 1904, une délégation des Juifs de Zemun participe au Premier congrès sioniste de la jeunesse juive des pays slovènes. La communauté compte 1 200 membres en 1912. En 1931, le mouvement de l'Hashomer Hatzaïr est fondé. L'année suivante, une loi du royaume de Yougoslavie interdit l'école juive fondée au XVIIIe siècle.

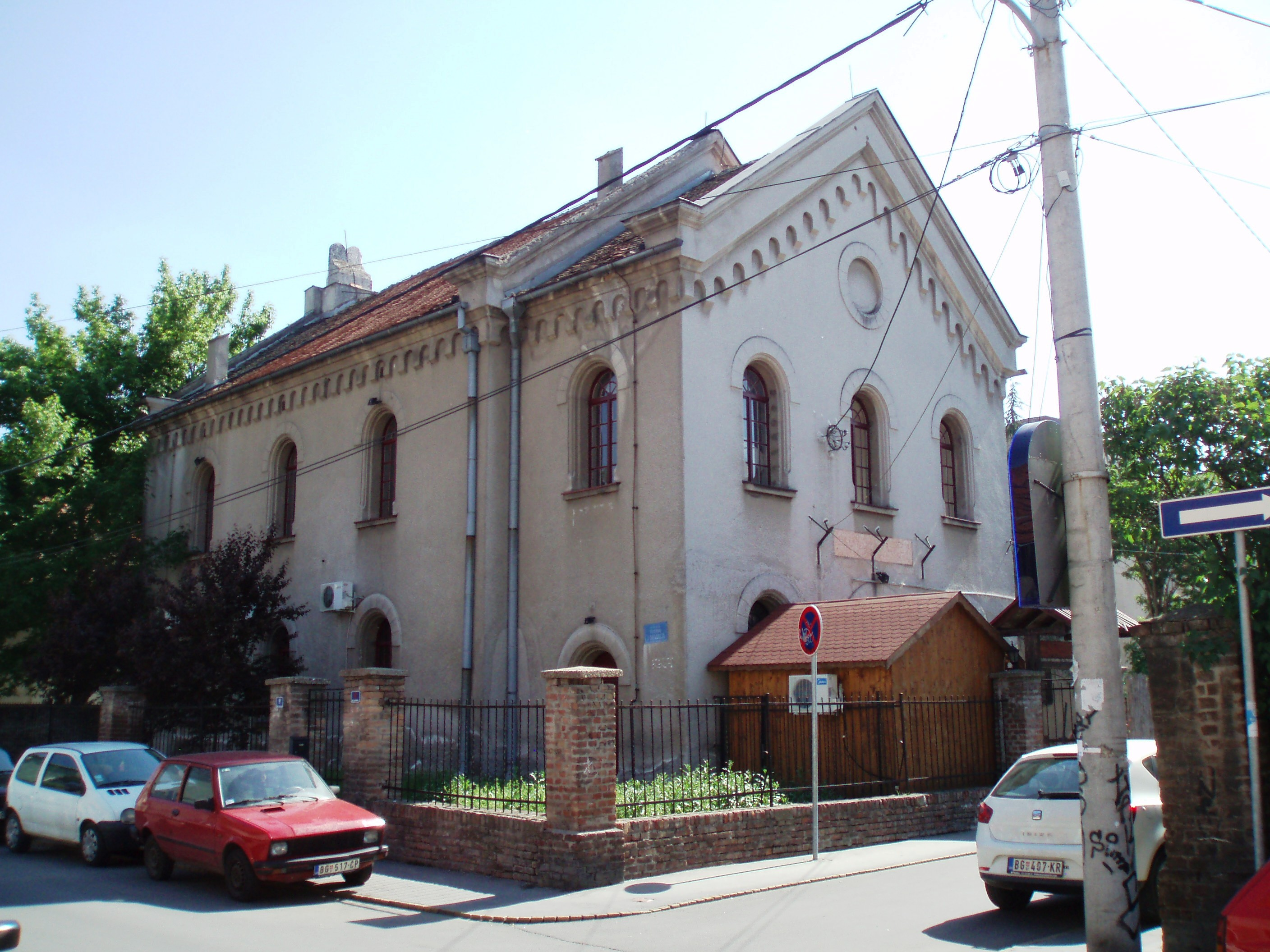
La synagogue de Zemun reconvertie.

En avril 1941, sous occupation allemande, les Juifs de Zemun n'ont plus aucun droit et sont contraints aux travaux forcés. L'année suivante, le 27 juillet 1942, des Juifs et de nombreux Serbes sont déportés dans le camp d'extermination de Jasenovac, réputé pour sa cruauté et dans celui de Stara Gradiska. En octobre 1944, le travail de la communauté juive de Zemun reprend mais fin 1945, il manque 574 Zemunis de confession juive qui ont été assassinés durant la Shoah et seuls, 115 Juifs subsistent à Zemun à cette date. Onze ans plus tard, les biens immobiliers des Juifs sont nationalisés. En 1961, la synagogue ashkénaze est vendue. Dès après les guerres de l'ex-Yougoslavie (1995), la communauté juive bénéficie d'un programme de revitalisation.
De nos jours, Zemun abrite l'ancienne synagogue ashkénaze, située à l'angle des rues Preka et Rabina Alkalaja, construite en 1850 dans un style néoromantique, transformée en un restaurant et une école de langue. La toute petite communauté juive de Zemun est active (expositions, publications...) et dispose d'une association établie au 22 rue Dubrovačka ; un cimetière juif se trouve au 32 rue Cara Dušana.

## Politique

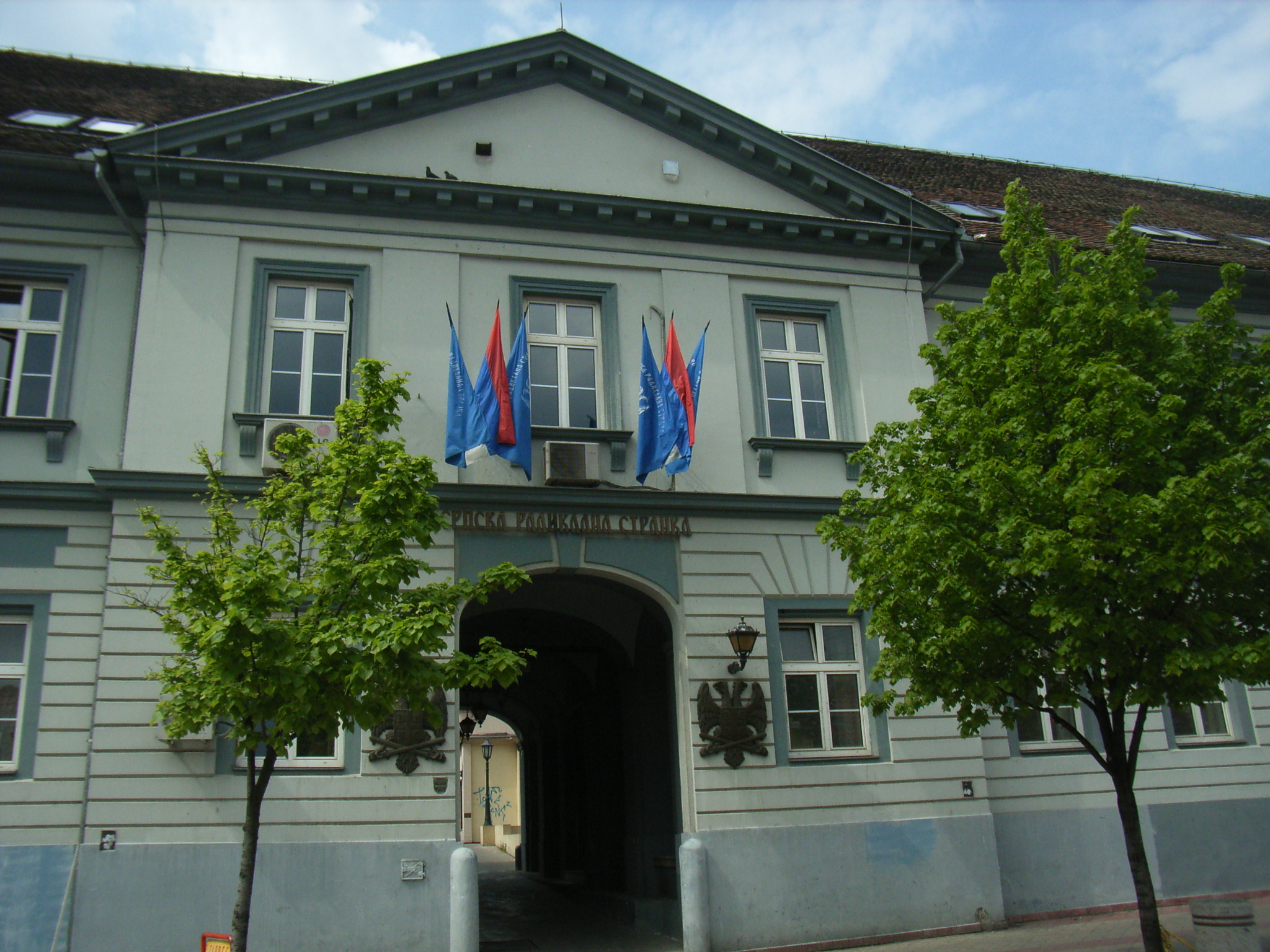
Le siège national du Parti radical serbe, à Zemun

Des élections locales anticipées ont eu lieu dans la municipalité de Zemun le 7 juin 2009. À la suite de ces élections, les 57 sièges de l'assemblée municipalités se répartissaient de la manière suivante :
| Parti                                                                         | Sièges |
| ----------------------------------------------------------------------------- | ------ |
| Parti progressiste serbe                                                      | 23     |
| Pour un Zemun européen                                                        | 19     |
| Parti radical serbe                                                           | 6      |
| Parti socialiste de Serbie - Parti des retraités unis de Serbie - Serbie unie | 4      |
| Parti démocratique de Serbie - Nouvelle Serbie                                | 4      |
| Liste pour la tolérance (Rasim Ljajić)                                        | 1      |

À la suite de ces élections, Branislav Prostran, né en 1976, membre du Parti progressiste serbe (SNS) et dissident du Parti radical serbe (SRS), a été élu président (maire) de la municipalité. La coalition gouvernementale était constituée du SNS, du Parti socialiste de Serbie et ses alliés et du Parti démocratique de Serbie (DSS) et ses alliés.

## Architecture

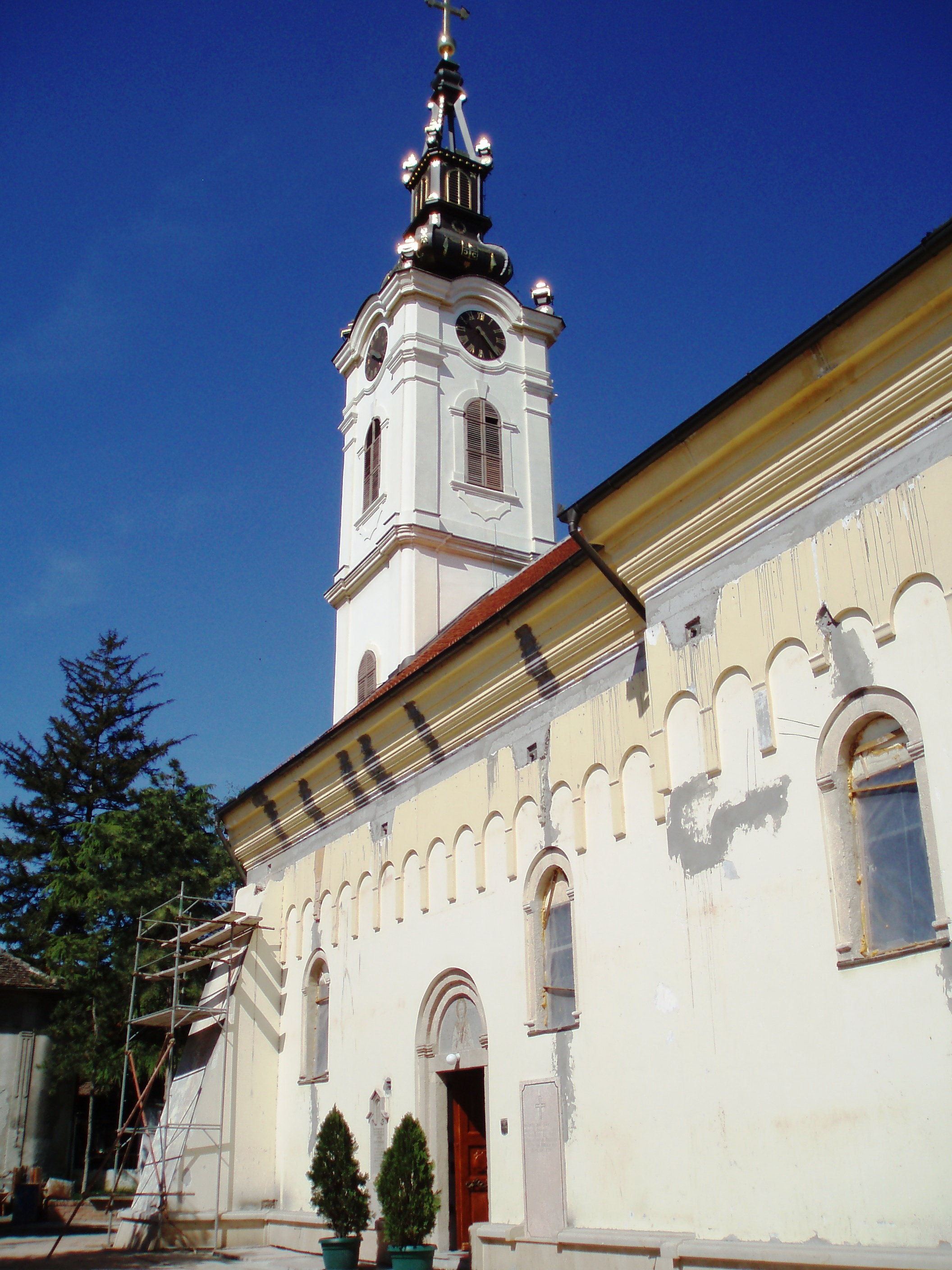
L'église Saint-Nicolas de Zemun

De l'ancienne forteresse médiévale de Zemun, construite au IXe siècle, subsistent les tours d'angle et une partie du mur de défense ; le site est aujourd'hui classé,. C'est là que les Serbes se battirent contre l'armée de Soliman le Magnifique en 1521. À cet emplacement a été bâtie la tour Kula Sibinjanin Janka, la « tour de Jean Hunyadi », encore appelée Tour du Millenium ; elle a été inaugurée le 20 août 1896 pour célébrer le millénaire de l'installation des Hongrois dans la Plaine pannonienne. Cette tour, située sur la colline de Gardoš est aujourd'hui un des symboles de Zemun. Le quartier qui l'entoure a conservé ses rues étroites et pavées.
Le centre ancien de Zemun, qui remonte pour l'essentiel aux XVIIIe et XIXe siècles, possède une valeur architecturale qui lui vaut d'être classé dans son ensemble sur la liste des entités spatiales historico-culturelles de grande importance de la république de Serbie et sur la liste des biens culturels protégés de la ville de Belgrade.

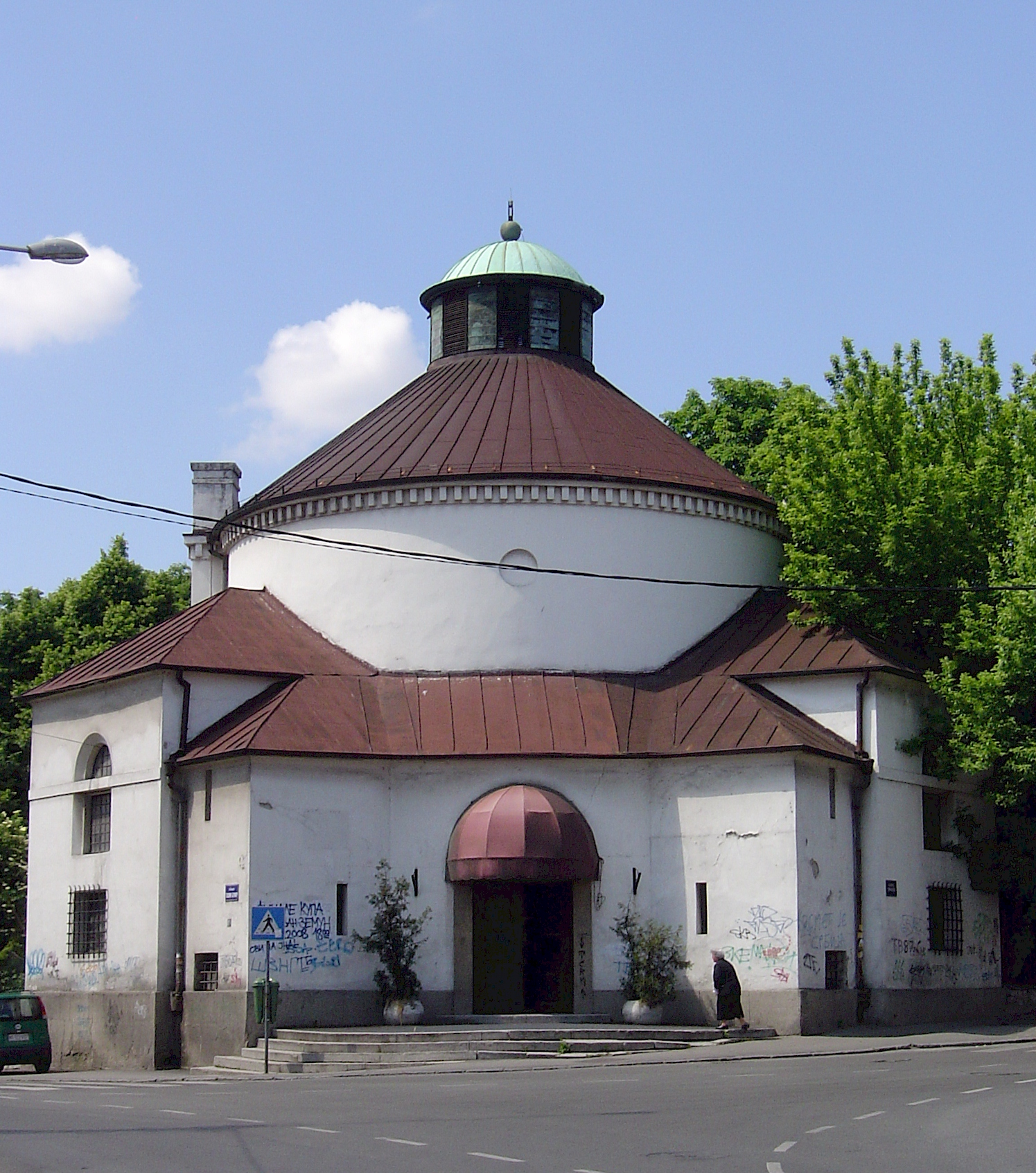
L'église évangélique de Zemun

La municipalité possède plusieurs édifices religieux classés, souvent caractéristiques de l'architecture baroque, comme l'*église Saint-Nicolas (43 rue Njegoševa), construite en 1745 et qui abrite une iconostase peinte à partir de 1762 par Dimitrije Bačević,, ou encore l'église de la Mère-de-Dieu (4 rue Rajačićeva), édifiée entre 1776 et 1780,. À ce mouvement baroque appartiennent aussi l'église Saint-Georges d'Ugrinovci, construite entre 1734 et 1779, l'église Saint-Michel-et-Saint-Gabriel de Batajnica (2 rue Pukovnika Milenka Pavlovića), construite entre 1780 et 1785 et dotée d'une iconostase peinte par Teodor Kračun, l'un des plus importants peintres baroques serbes du XVIIIe siècle, et la chapelle Saint-Michel et Saint-Gabriel, située dans le Gradski park, qui a été construite en 1786 dans le cadre de l'institution de la Quarantaine,. La chapelle Saint-Roch, une église catholique située dans le Gradski park et construite en 1836,, ainsi que l'église de la Sainte-Trinité, à l'angle des rues Dobanovačka et Svetotrojičina, bâtie entre 1839 et 1842,, relèvent encore de ce courant architectural. En revanche, l'église Saint-Dimitri (5 rue Grobljanska), également connue sous le nom de « chapelle Hariš », a été construite entre 1874 et 1878 et conçue par l'architecte Svetozar Ivačković dans un style néo-byzantin,. L'église évangélique (2 rue Tošin bunar), construite entre 1926 et 1930, relève quant à elle du mouvement moderne, dans l'esprit de l'école architecturale croate de Hugo Ehrlich et de Viktor Kovačić. La maison de l'Église orthodoxe serbe (22 rue Svetosavska) a été construite de 1907 à 1909 dans un style néoromantique,. Le cimetière de Zemun à Gardoš, qui remonte au milieu des années 1740, contient trois carrés : catholique, orthodoxe et juif. Il abrite quelques édifices remarquables ; outre la chapelle de la famille Hariš, on peut citer la chapelle de la famille Spirta et la chapelle du cimetière catholique ; sa valeur patrimoniale lui vaut d'être classé,

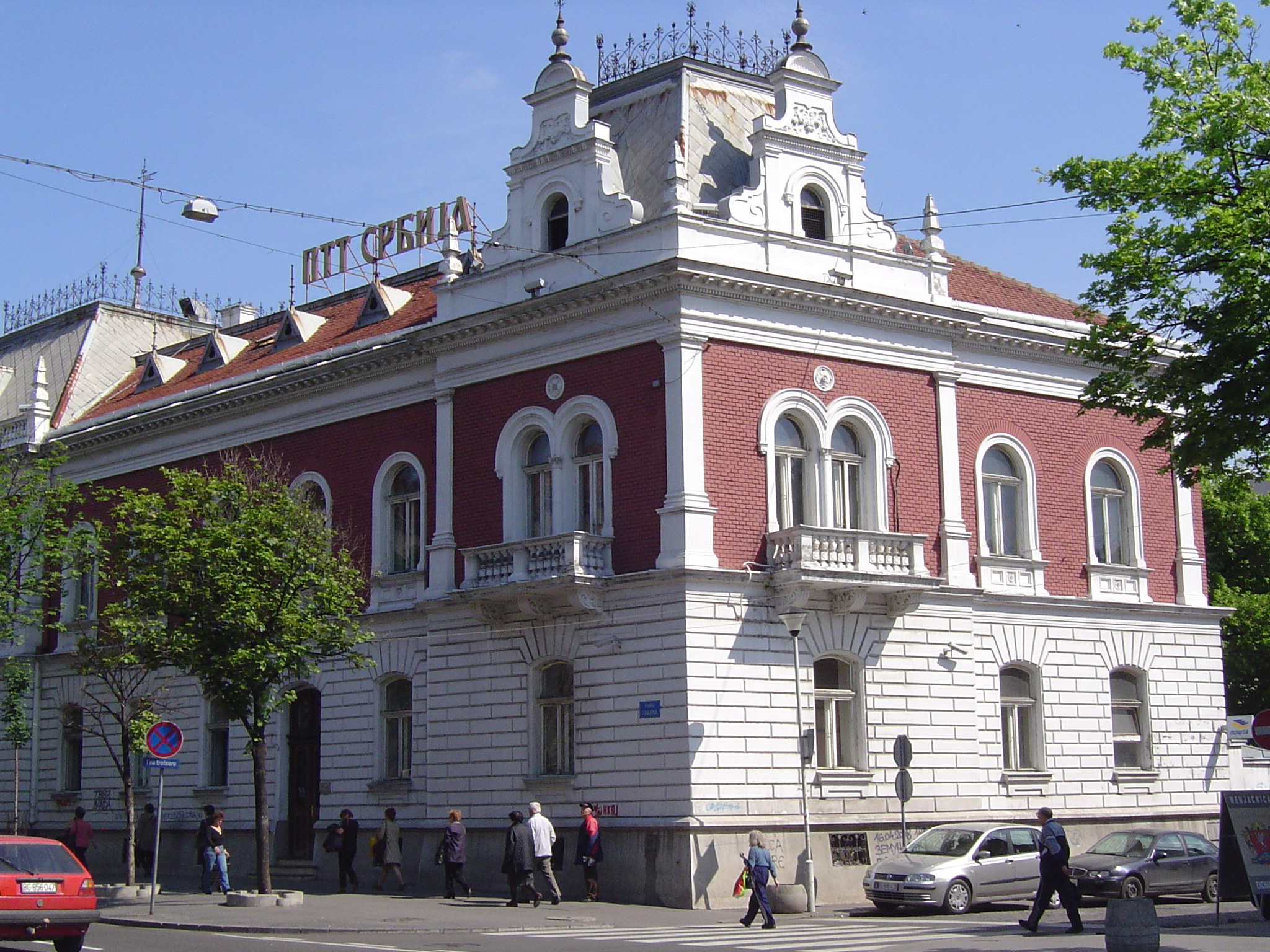
La poste de Zemun, 1896

L'architecture civile ou officielle est représentée par plusieurs édifices, comme le bâtiment des douanes (26 rue Zmaj Jovina), qui date de 1781 et mêle les architectures classique et baroque,. La maison de la magistrature (3 Magistratski trg), édifiée entre 1823 et 1832, relève elle aussi de cette double esthétique ; elle a abrité l'hôtel de ville de Zemun et accueille aujourd'hui le siège national du Parti radical serbe,. La poste de Zemun (8 rue Glavna) constitue l'un des édifices les plus caractéristiques du centre ancien de Zemun ; conçue par Dragutin Kapus, l'architecte de la ville, elle a été réalisée par Franjo Jenč en 1896 ; elle est construite dans un style néorenaissance, influencé par le baroque nordique,. Plusieurs institutions scolaires ou éducatives sont également classées, comme l'école serbe de Gornja varoš (4 rue Svetotrojičina), construite en 1872 et agrandie en 1912 et qui mêle le néoclassicisme et l'Art nouveau, l'école élémentaire Reine Marie (79 rue Prvomajska), bâtie en 1901 dans un style néorenaissance et l'orphelinat Reine Marie (57 rue Cara Dušana), qui a été construit en 1919. Le Lycée de Zemun, dans le Gradski park, a été construit en 1879 sur des plans de Nikola Kolar, un architecte originaire de Zagreb ; caractéristique du style néorenaissance, il a été agrandi en 1916,. Le bâtiment du Commandement des forces aériennes (12 Avijatičarski trg), a été construit en 1935 dans un style moderniste sur des plans de l'architecte Dragiša Brašovan,.

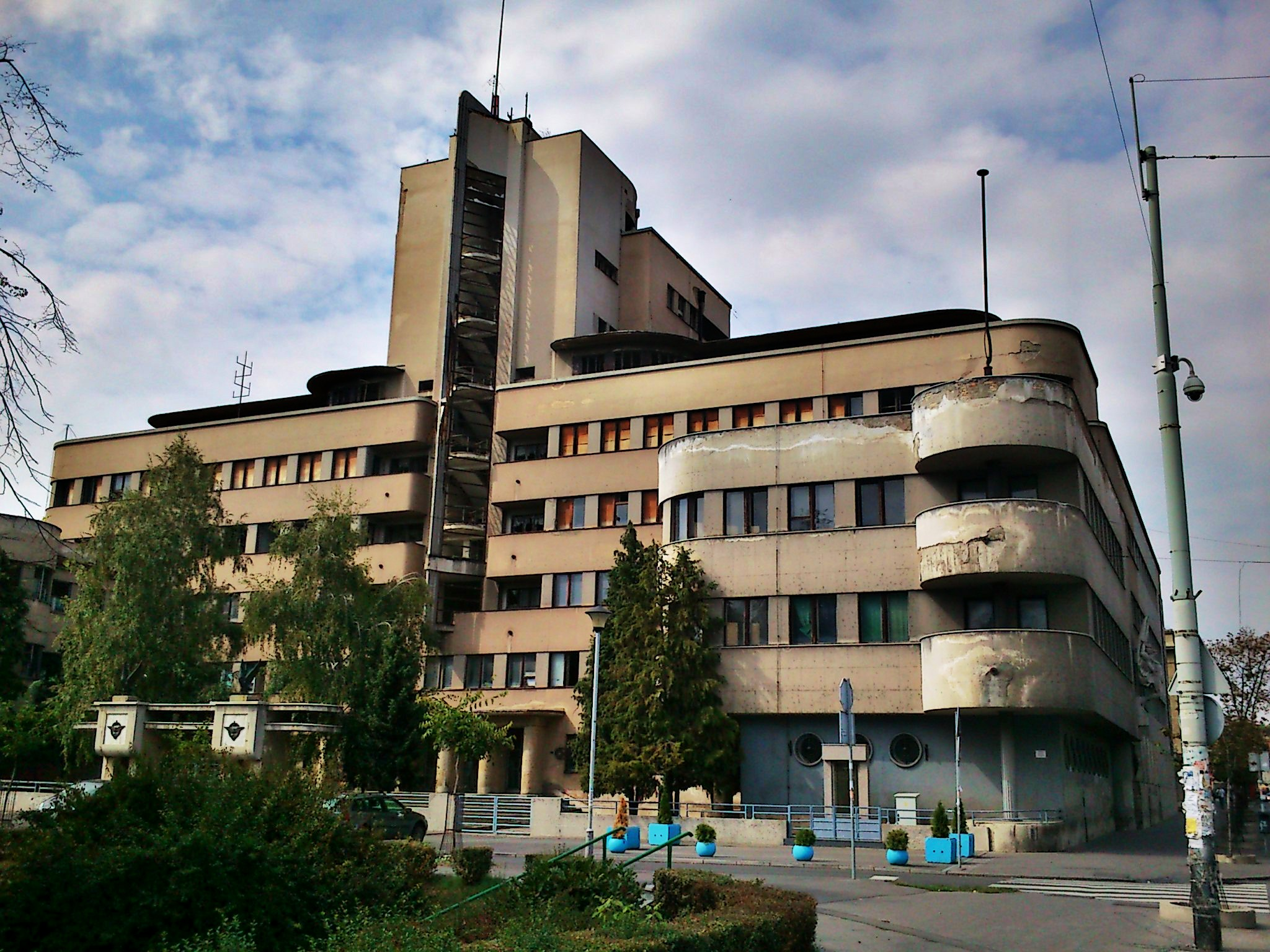
Le bâtiment du Commandement des forces aériennes

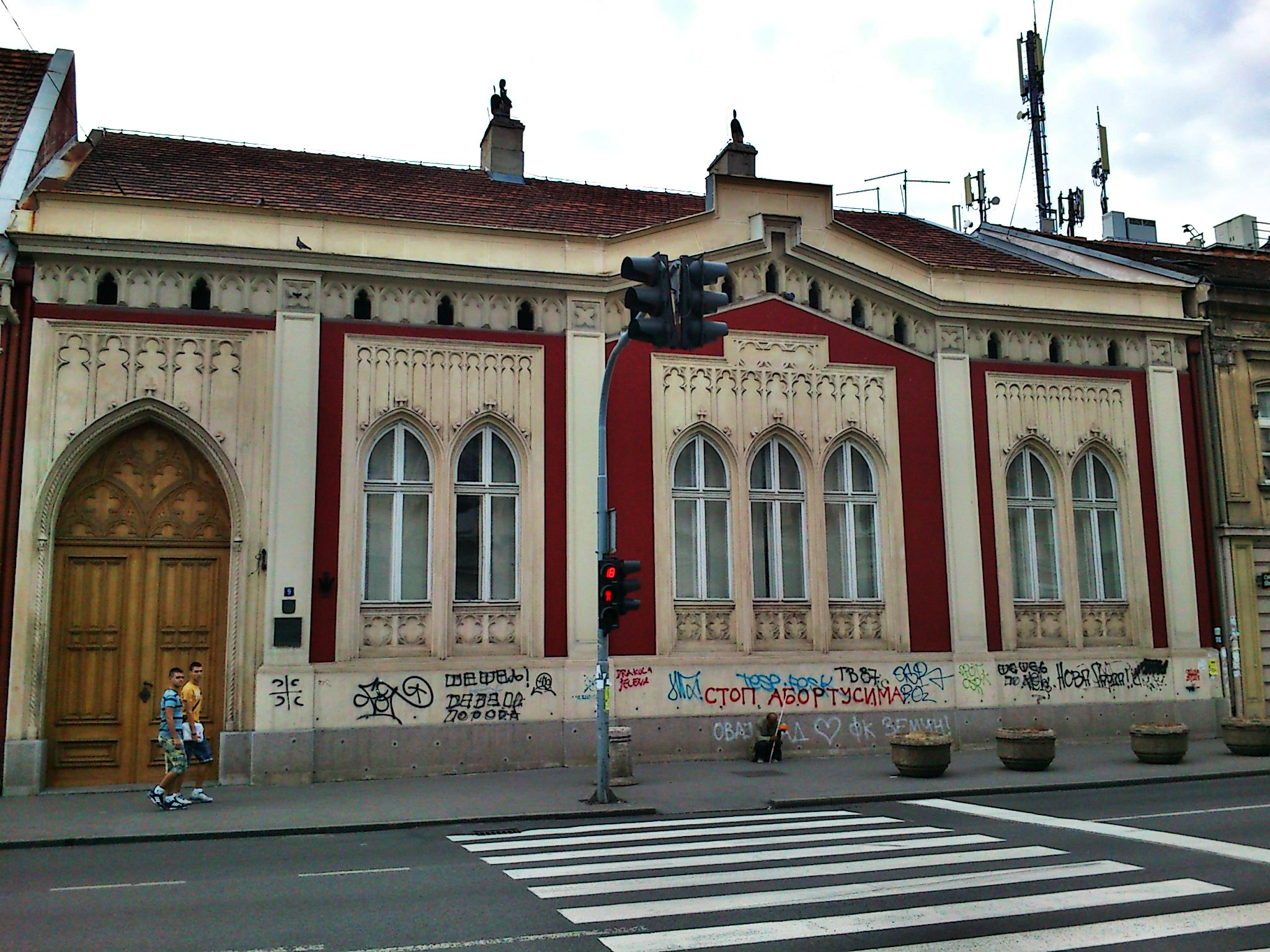
La maison Spirta

Parmi les résidences privées classées figure la maison de la famille Burovac (27 rue Visoka), qui remonte à la fin du XVIIIe siècle ; bâtie en paille mêlée de boue, avec un toit de chaume et des gables en bois, elle constituait un exemple des constructions anciennes de la Voïvodine ; en revanche, elle est aujourd'hui entièrement détruite, ; la maison de la famille Marković, située à l'angle de la rue Gospodska (n° 14) et du Magistratski trg (n° 11), remonte elle aussi au XVIIIe siècle ; conçue dans un style baroque, elle est caractéristique des maisons bourgeoises de la vieille ville de Zemun à la fin du XVIIIe siècle et au début du XIXe siècle,. La maison natale de Dimitrije Davidović (6 rue Glavna), a été construite elle aussi à la fin du XVIIIe siècle,. la maison de la famille Karamata (17 rue Karamatina), qui remonte à 1764, mêle les styles classique et baroque,. La maison d'Ičko (18 rue Bežanijska) a été construite en 1793 ; à l'origine le rez-de-chaussée abritait une taverne,. Le bâtiment de l'imprimerie Karamata (7 rue Glavna), construite au tournant des XVIIIe et XIXe siècles, mêle les architectures classiques et baroques,. Trois autres maisons de la rue Glavna remontent quant à elles au XIXe siècle. La maison d'Afrodita Bialo (n° 45), a été bâtie vers 1800, et la maison au cadran solaire (au n° 23), date de 1823,. La maison Spirta, située au n° 9, a été construite dans les années 1840 dans un style néogothique pour les Spirta, une famille prospère et influente de Zemun ; elle accueille aujourd'hui la collection permanente du musée de Zemun,. Deux autres demeures sont caractéristiques de l'Art nouveau ; la maison de Sava Nedeljković (41 rue Cara Dušana) a été construite en 1905 et la maison de Pavle Horvat (4 rue Ivićeva), date de 1910.

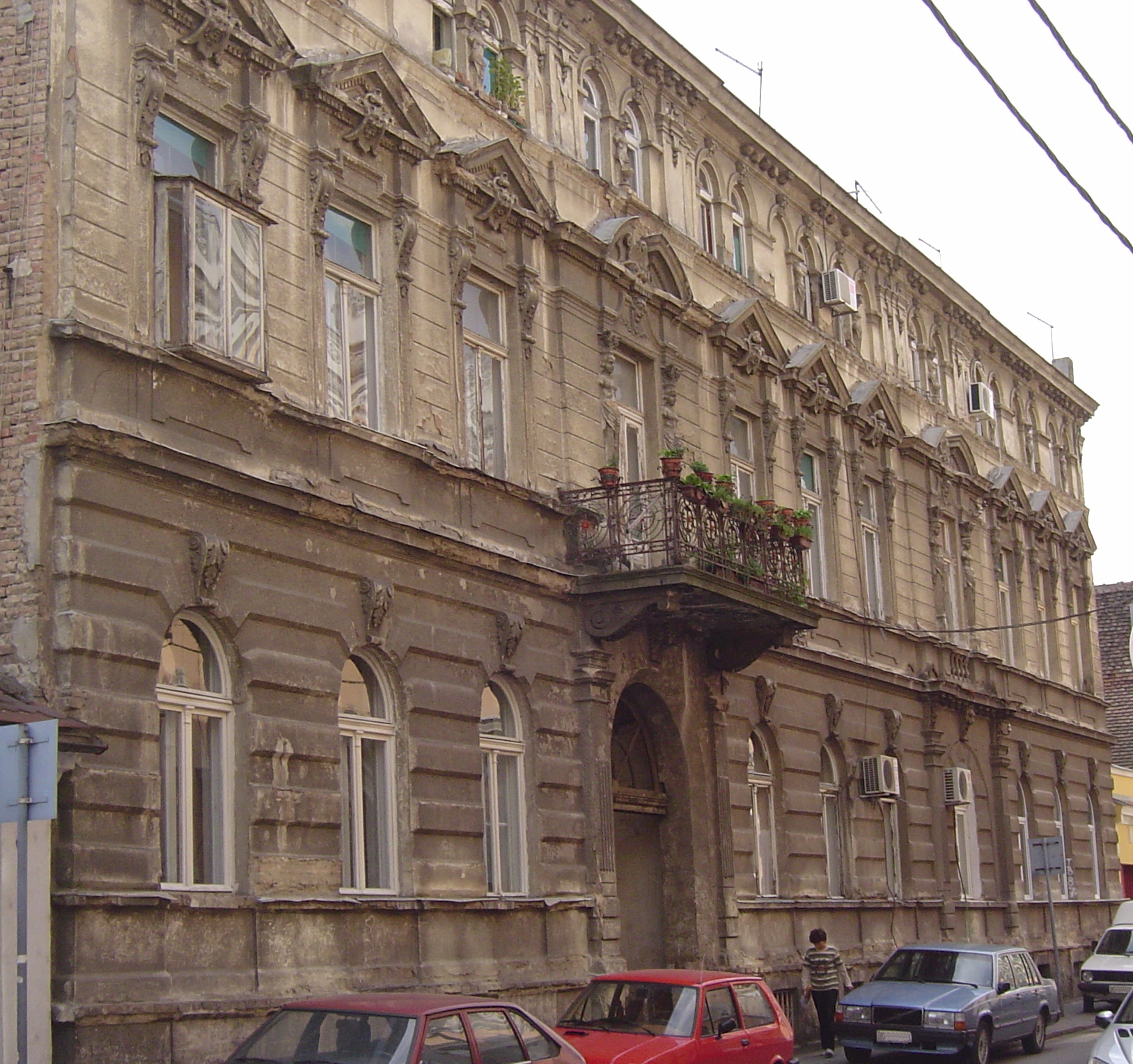
Maison familiale de Franja Jenč, 19 rue Svetosavska, Franjo Jenč, 1895

Zemun conserve également de nombreuses maisons dessinées et construites par l'architecte Franjo Jenč (1867-1967) ; ses créations ont en partie façonné l'image du centre ancien de Zemun, notamment celle de la rue Glavna.

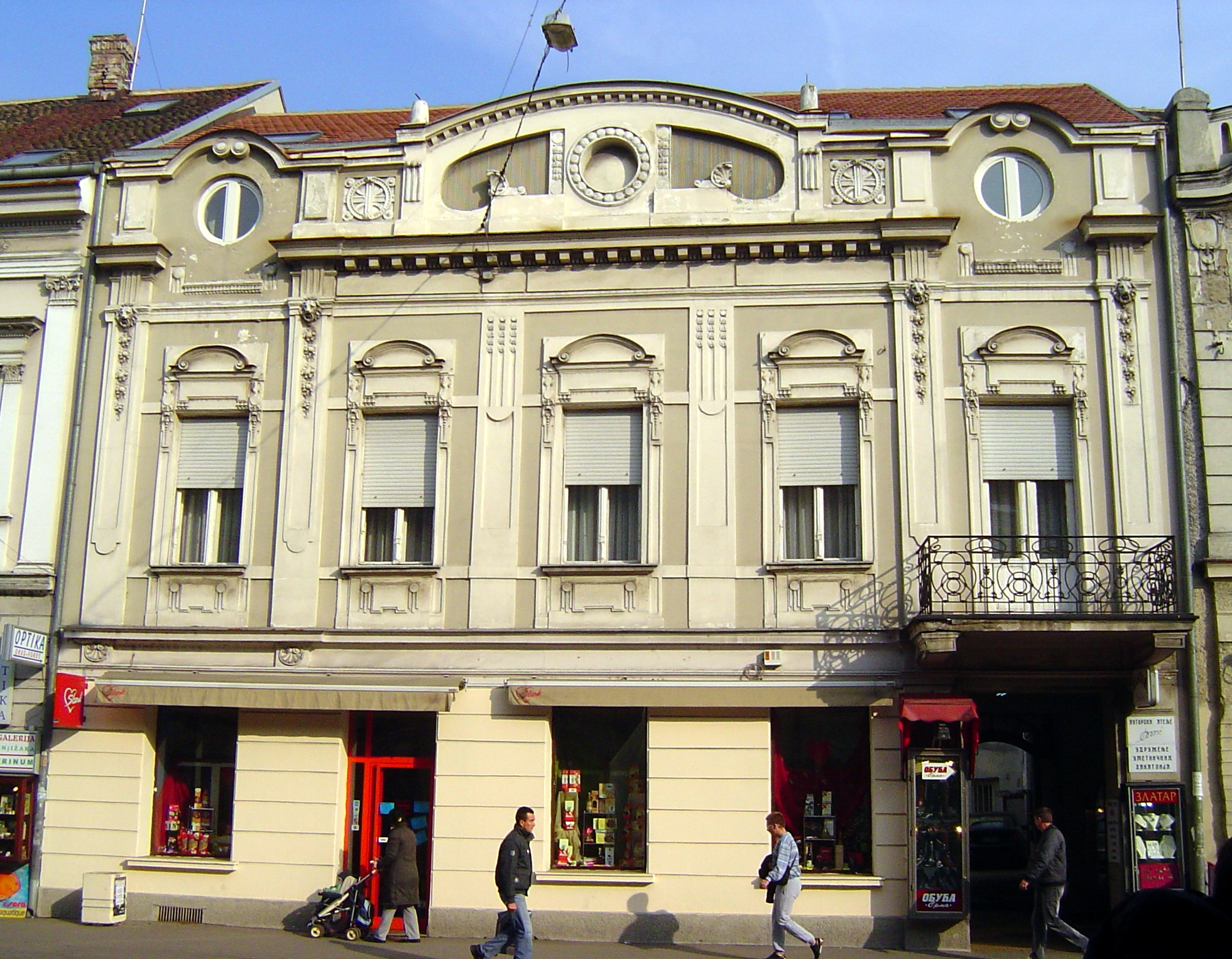
Franjo Jenč, maison du 14 rue Glavna, reconstruite en 1906
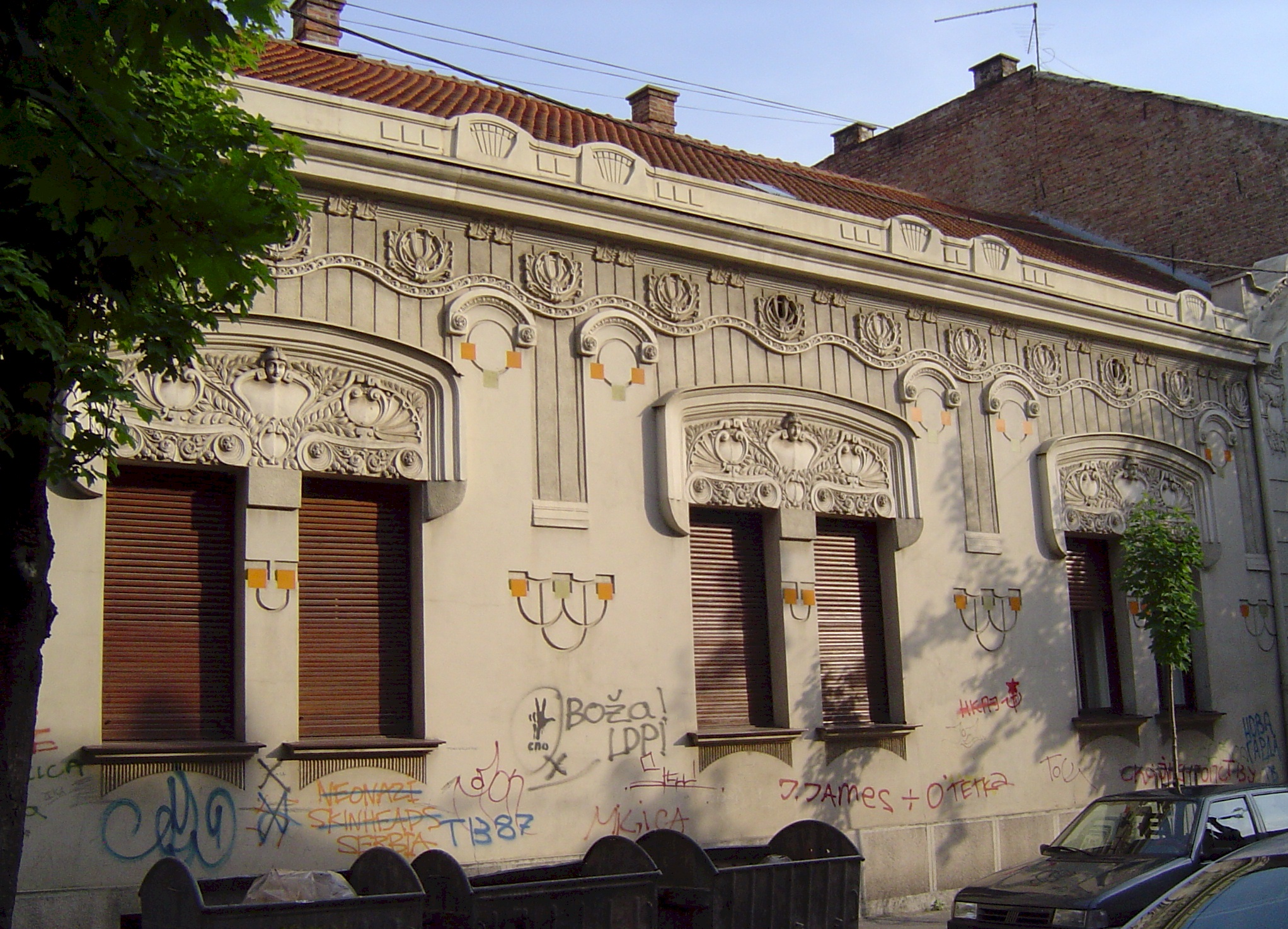
Franjo Jenč, maison de Kalmina Levi, 11 rue Dubrovačka, reconstruite en 1907
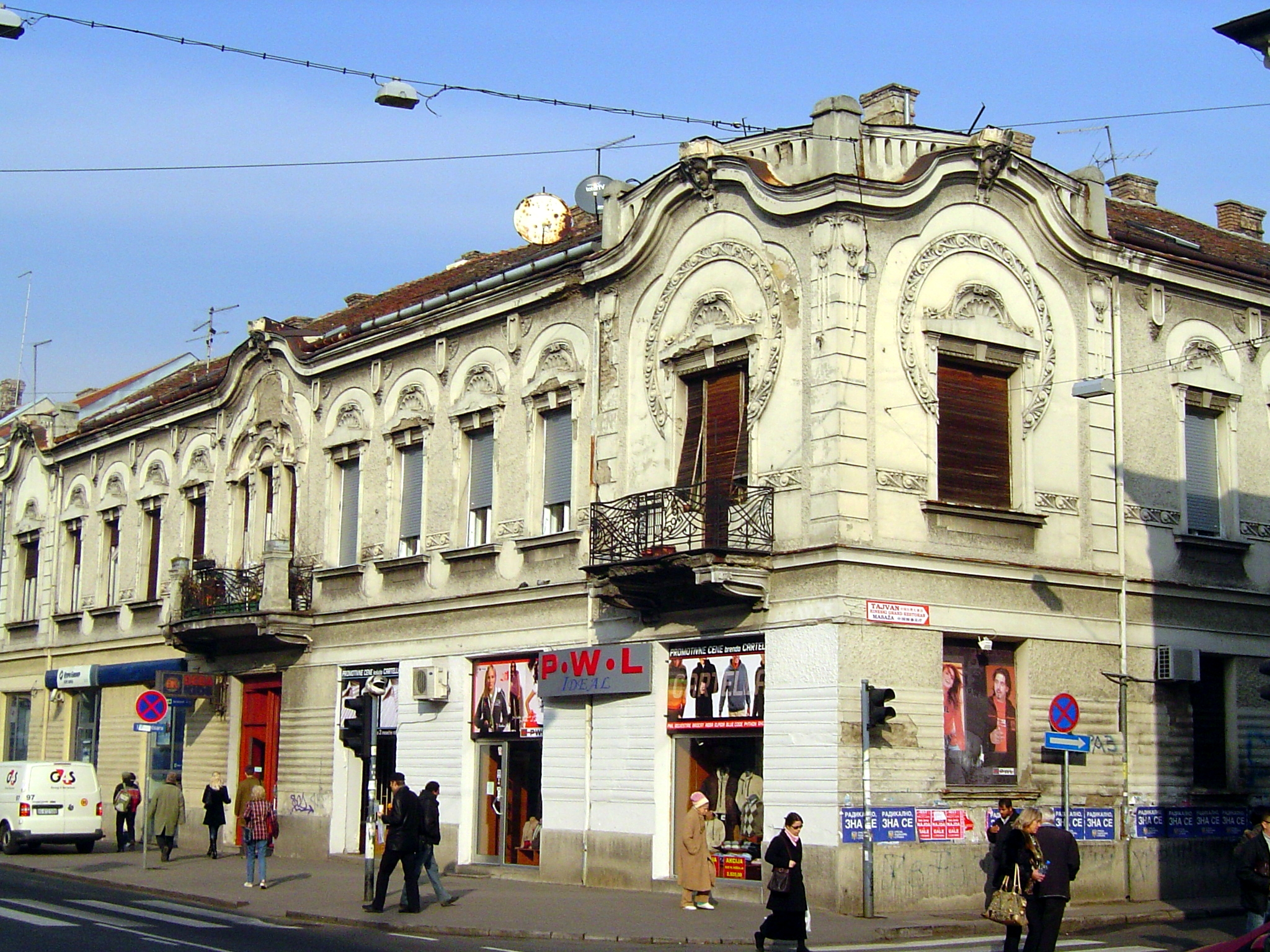
Franjo Jenč, maison de Katarina Marković, 12 rue Glavna, 1907
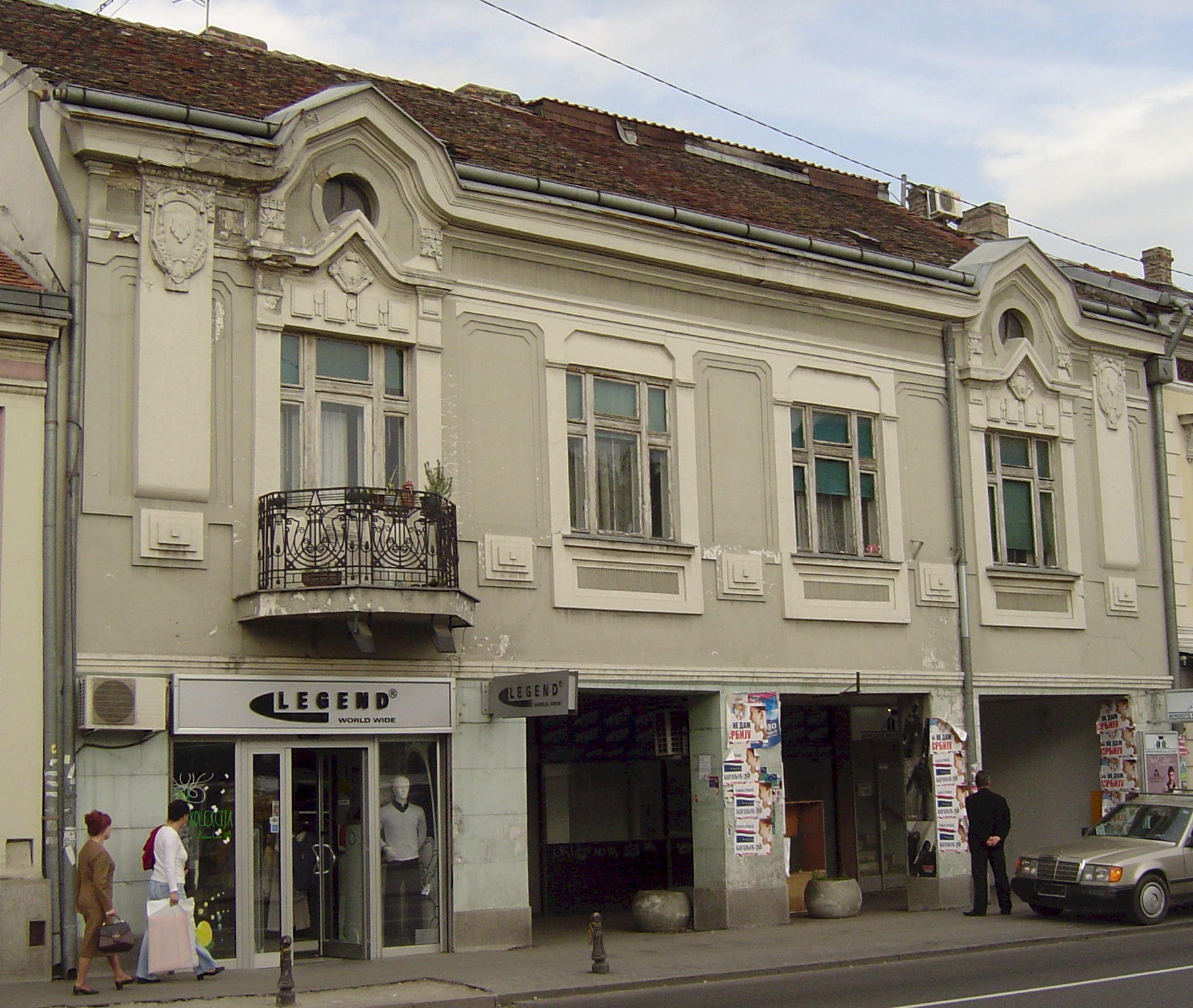
Franjo Jenč, maison du photographe Gater, 20 rue Glavna, reconstruite en 1908
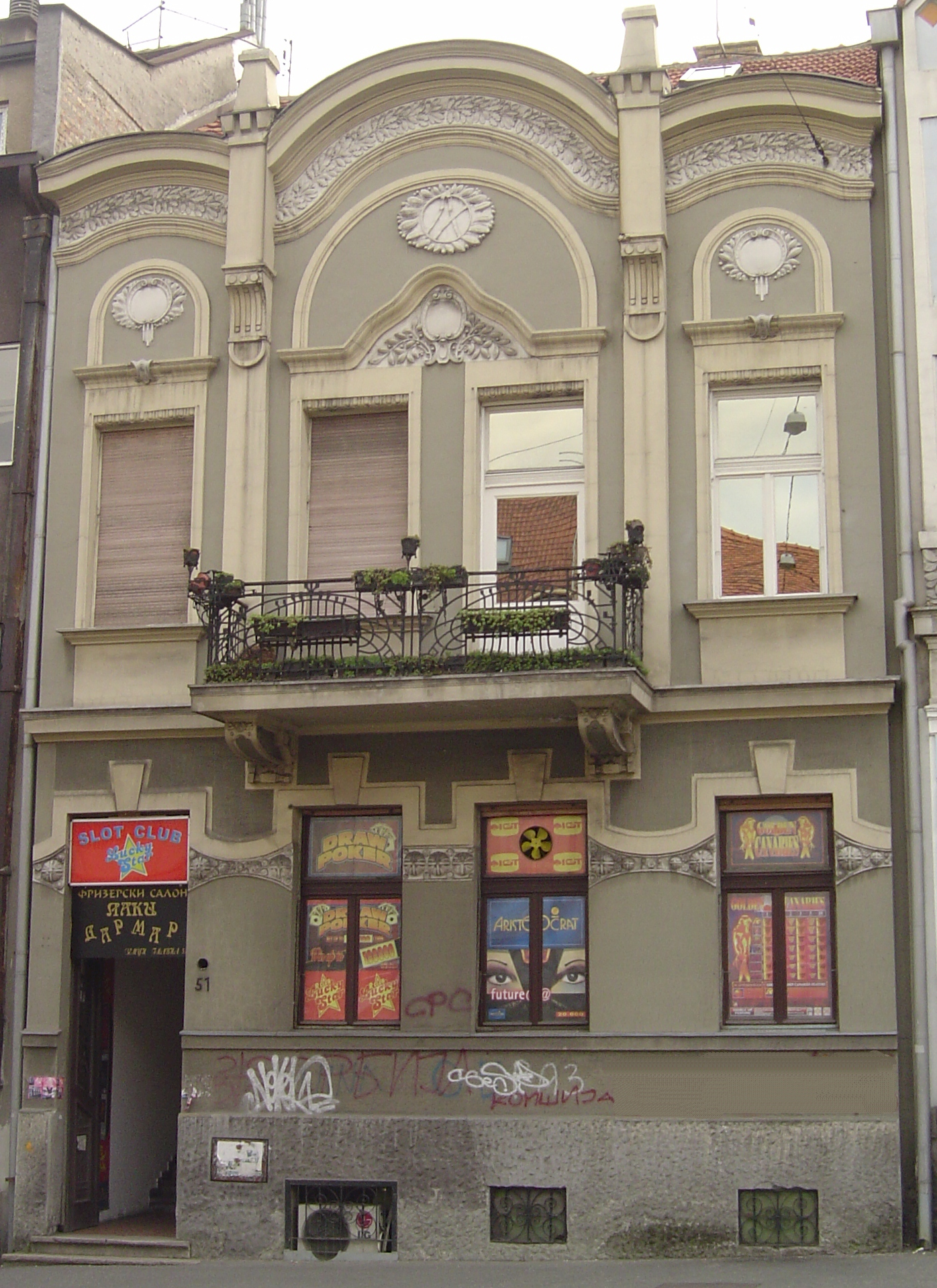
Franjo Jenč, maison située 51 rue Glavna, 1909

Sur le plan de l'architecture industrielle, la Fonderie Pantelić, située au 15 rue Lagumska (ancienne rue Gajeva), construite en 1854, était au départ un atelier de serrurerie qui, avec le temps, est devenu une fonderie spécialisée dans la coulée de cloches et la fabrication d'horloges pour les tours-clochers,.

## Culture

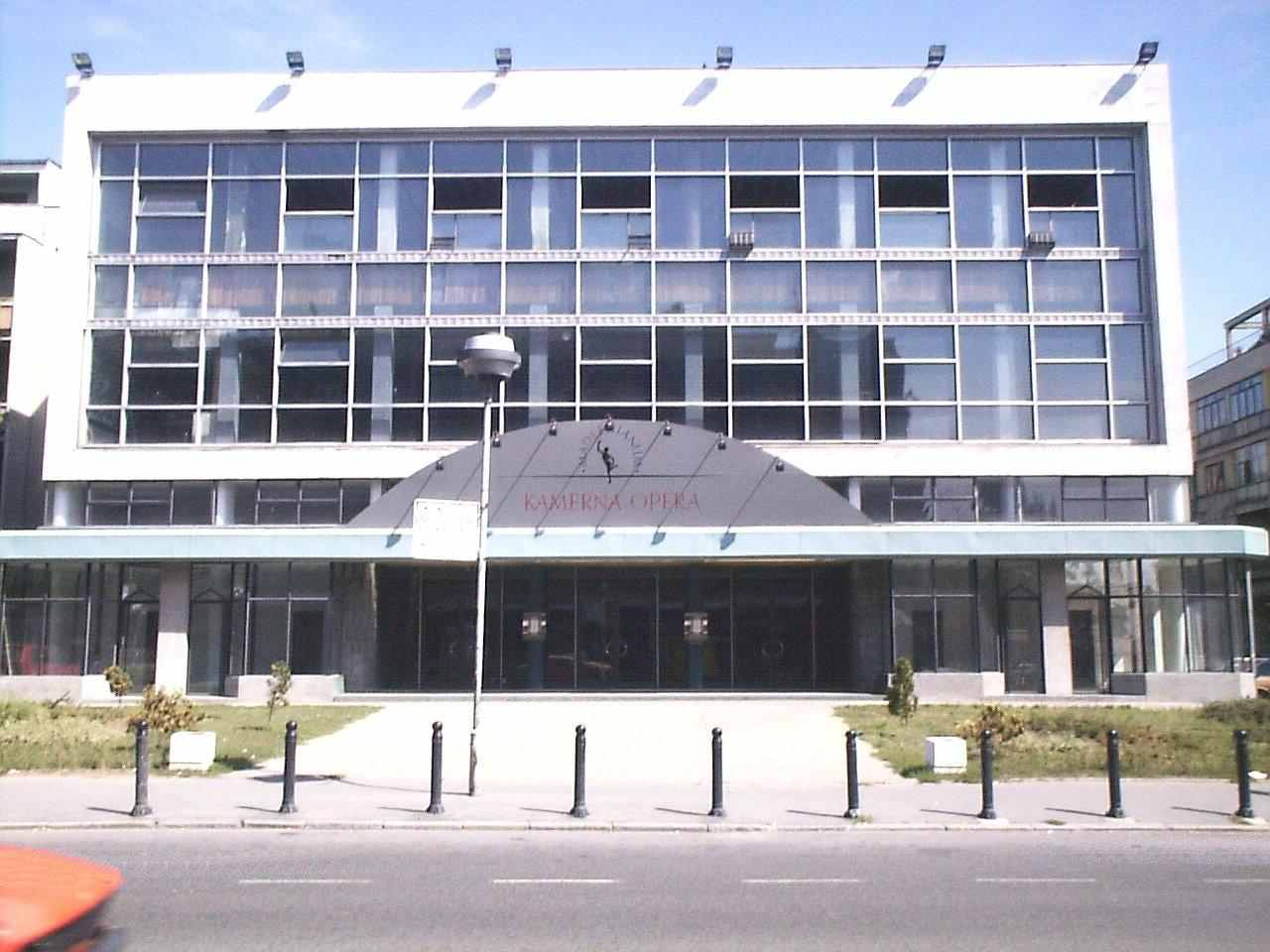
La façade du Madlenianum avant sa reconstruction

Le Musée de Zemun (en serbe : Zavičajni muzej Zemuna) est situé rue Glavna dans le bâtiment de la maison Spirta, un édifice construit vers 1840 dans un style néogothique ; il a été créé en 1954 et s'est installé dans les lieux en 1971 ; il présente une collection permanente retraçant l'histoire de Zemun depuis le Néolithique jusqu'à la Seconde Guerre mondiale.
La municipalité dispose de trois théâtres. Le Théâtre de marionnettes Pinokio (Pozorište lutaka Pinokio), situé 9 rue Karađorđeva, a été créé en 1972, à l'initiative de Živomir Joković. L'Opéra et théâtre Madlenianum, situé 32 rue Glavna, a ouvert ses portes en 1999, en remplacement de l'ancien Théâtre national de Zemun ; il présente des opéras, des ballets, des pièces de théâtre, des comédies musicales et des concerts. Le Théâtre amateur BAP est situé à Batajnica. La municipalité abrite également plusieurs galeries d'art, comme la Galerija Stara kapetanija, la Galeriјa Doma vazduhoplovstva et la galerie Riznica.
La vie culturelle de Zemun est également animées par plusieurs associations culturelles : l'association Branko Radičević (10-13 Masarikov trg), l'association Ikarbus (8 rue Prvomajska), l'association Branko Ćopić, l'association Sedmica, l'association Bataјnica et le Klub matične kulture.
Plusieurs manifestations culturelles se déroulent dans la municipalité comme l'Été théâtral de Gardoš, créé en 2002. Y ont également lieu le Festival international du monodrame et de la pantomime (Međunarodni festival monodrame i pantomime), créé en 1973, et le Salon international de la caricature de Zemun (Zemunski međunarodni salon karikature), créé en 1996.

## Éducation
La municipalité de Zemun compte 10 écoles maternelles. Elle abrite également plusieurs écoles élémentaires (osnovne škole) : l'école Svetislav Golubović Mitraljeta (94, rue Dalmatinske zagore), créée en 1969, l'école Boško Palkovljević Pinki (5 rue Pukovnika Milenka Pavlovića, quartier de Batajnica), l'école Braća Baruh (2 rue Despota Đurđa), l'école Branko Pešić (4 rue Svetotrojičina), l'école Branko Radičević (2 rue Braće Mihajlović Tripić), l'école Gavrilo Princip (34 rue Krajiška), l'école Jovan Jovanović Zmaj et l'école Lazar Savatić (27, Kej oslobođenja), créée en 1962. L'école élémentaire Arsenije Loma est située dans le village d'Ugrinovci. L'école élémentaire de musique Kosta Manojlović est située 9 rue Nemanjina ; elle a été créée en 1939 ; elle dispense également un enseignement au niveau du secondaire.

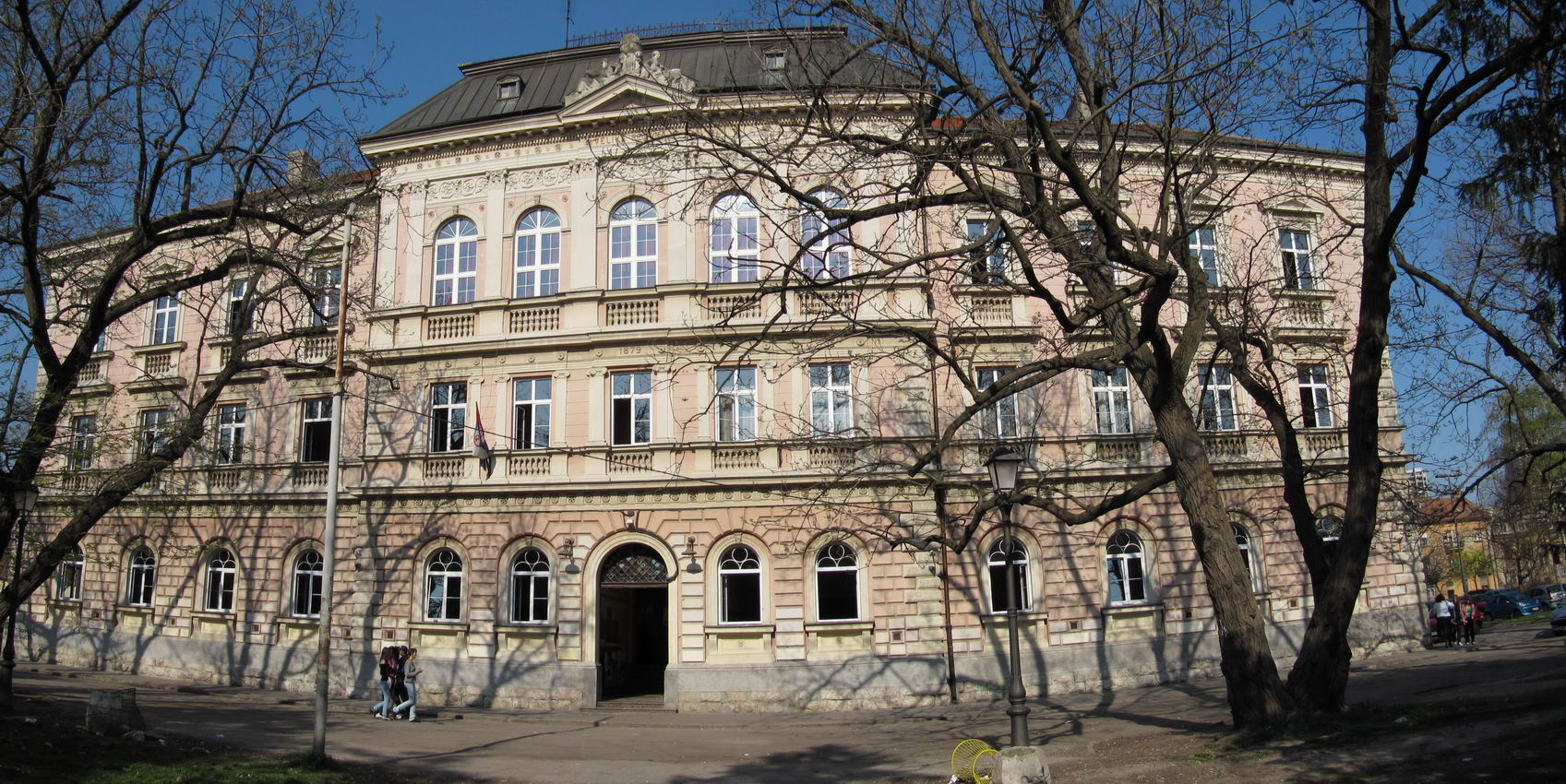
Le lycée de Zemun

Le lycée de Zemun, situé au 1 Gradski park, a été créé le 23 septembre 1858, ce qui en fait l'un des plus anciens de Serbie après ceux de Sremski Karlovci (1792) et de Novi Sad (1810). Parmi les autres établissements d'études secondaires (srednje škole) figurent l'école d'économie Nada Dimić (19 rue 22. oktobra), créée en 1883, une école de génie électrique (4 rue Nade Dimić), créée en 1954, et l'école de médecine Nadežda Petrović (4 rue Nade Dimić), créée en 1958.
Zemun possède plusieurs établissements d'études supérieures. La Faculté d'agriculture de l'université de Belgrade est située au 6 rue Nemanjina ; elle a été créée en 1905. L'une des facultés de l'université Alpha, un établissement privé fondé en 1992, l'Académie des beaux-arts, est située 28 rue Nemanjina ; elle a été créée par l'écrivain Dušan Đoković.
La municipalité compte également plusieurs instituts de recherche, comme l'Institut pour l'application de l'énergie nucléaire (en serbe : Institut za primenu nuklearne energije ; en abrégé : INEP), situé 31 rue Banatska ; créé en 1959, cet institut pluridisciplinaire, effectue des recherches scientifiques dans les domaines de la biologie, de la chimie, de la médecine et de la physique. L'Institut de chimie alimentaire (Institut za Hemijske Izvore Struje), créé en 1971, se trouve 23 Batajnički drum.

## Santé
Le système de soins de la municipalité est organisé autour du Centre médical de Zemun (en serbe : Dom zdravlja Zemun), qui, en plus de son activité propre, coordonne 13 centres médicaux de terrain,. Plusieurs établissements travaillent pour la protection sociale, notamment auprès du Centre municipal pour le travail social (Gradski centar za sociјalni rad) et du centre municipal de la Croix-Rouge. Le siège du Centre de gérontologie de Belgrade (Gerontološki centar Beograd) est situé 49 rue Marije Bursać, dans la maison de retraite de Bežanijska kosa ; créé dans les années 1960, il est affilié à l'European Social Network (ESN), le « réseau social européen ». Zemun abrite également une maison d'accueil pour les handicapés.
Deux hôpitaux de premier plan se trouvent dans la municipalité de Zemun ou à proximité immédiate. Le Centre clinique et hospitalier de Bežanijska kosa a été créé en 1956 ; il dispose notamment de services de médecine interne, de chirurgie et d'oncologie. Le Centre clinique et hospitalier de Zemun est situé dans le centre de la vieille ville, à proximité immédiate du Gradski park.
Le réseau de pharmacies Apoteka Beograd, créé par le gouvernement de la Serbie en 2007, dispose de plusieurs succursales dans la municipalité : les pharmacies Zemun Polje, Fruška gora et Zemun (toutes deux situées rue Glavna) ainsi que les pharmacies Nova Galenika, Batjnica, Prof. Siniša Ðaja et Sutjeska.

## Sport

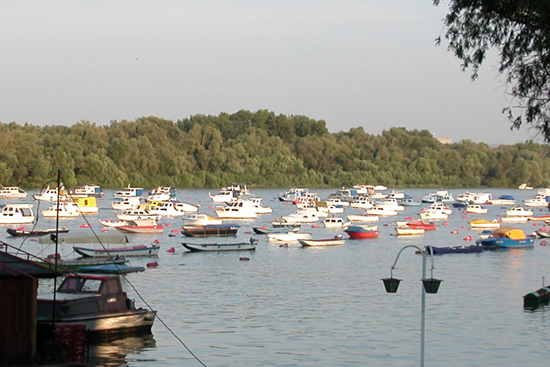
Bateaux sur le Danube

Zemun possède plusieurs clubs de football, dont le FK Zemun, créé en 1946. Le FK BSK est situé à Batajnica ; le club a été fondé en 1925. On peut encore citer le FK Milutinac Zemun, le FK Teleoptik et le FK Zmaj Zemun.
Parmi les équipes de basket-ball, on peut citer le KK Zemun, le KK Mladost, créé en 1954, le KK Vizura, le KK Eurobasket, créé en 2001, le KK Magic, créé en 2002. Zemun possède aussi un club de handball, le RK Zemun, des clubs de volley-ball comme l'OK Mladost 48 et l'OK AS Batajnica. On y trouve aussi des clubs de tennis de table, d'athlétisme, d'arts martiaux (karaté, boxe, taekwondo, judo, aïkido), de natation, de sports nautiques (aviron, kayak, jet-ski, yachting) ; Zemun dispose aussi d'un aéroclub, l'aéroclub Franjo Kluz, ainsi que d'un club d'échecs appelé Desanka Maksimović, créé en 2003.

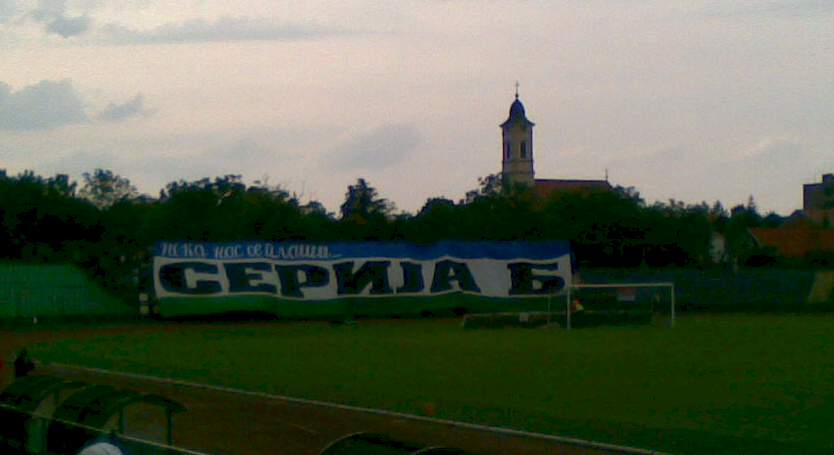
Vue du stade Zemun

Le stade Zemun est le stade attitré du FK Zemun ; ouvert en 1962, il peut accueillir 10 000 spectateurs. Le Stadion Aerodrom, à Batajnica, dispose de 2 800 places. Parmi les autres installations sportives, on peut citer le Centre culturel et sportif Pinki, qui a ouvert ses portes en 1974 ; il est situé dans le Gradski park, dans le centre ancien de Zemun. Il est doté d'une grande salle de 1 200 m2 qui peut accueillir jusqu'à 2 300 spectateurs ; on y organise entre autres des compétitions de handball, de basket-ball, de volley-ball, de football en salle, d'arts martiaux et de gymnastique ; le centre abrite aussi une salle réservée aux arts martiaux, une autre à la gymnastique et une autre à la danse ; il dispose aussi d'une piscine et d'une école de natation. Le centre Vizura sport, rue Cara Dušana, qui fait partie de la société Vizura sport d.d.o., a ouvert ses portes en 2009 ; il dispose d'une surface de 1 300 m2 et est destiné à accueillir les équipes de volley-ball et de basket-ball de la ville ; on peut également y pratiquer la lutte, le karaté, la gymnastique et le tennis de table.

## Économie
Zemun est l'une des municipalités les plus industriellement développées de Belgrade, avec deux zones industrielles en pleine expansion. L'une d'entre elles est située le long de l'autoroute Belgrade-Novi Sad et l'autre le long de la route qui mène à Batajnica et, au-delà, à Novi Sad. Des magasins et des entrepôts sont également construits dans ces deux zones industrielles.
De nombreuses entreprises ont leur siège social à Zemun.
La société Teleoptik remonte à 1922 ; à cette époque, elle travaillait dans les domaines de la téléphonie et des instruments de précision ; privatisée en 2007, elle fabrique et commercialise du matériel pour l'industrie du gaz. INSA a été créée en 1950 pour fabriquer des horloges ; en plus de cela, elle produit aujourd'hui toutes sortes d'instruments de mesure, notamment dans les domaines de la sécurité industrielle ou de la médecine. La société Zmaj (« le dragon »), créée en 1927, est l'une des plus anciennes de la municipalité ; à l'origine, elle construisait des aéroplanes et des hydravions, puis, après la Seconde Guerre mondiale, elle s'est reconvertie dans la fabrication de machines agricoles ; elle a été privatisée en 2006. La société Ikarbus a été créée à Novi Sad en 1923 sous le nom d'Ikarus par Dimitrije Konjović, un pilote et un officier de marine ; à cette époque, l'entreprise était un avionneur, qui, en 1927, commença la production d'avions militaires ; en 1932, le siège social d'Ikarus fut transféré à Zemun et, en 1954, l'entreprise produisit ses premiers autobus ; depuis 1961, elle se consacre exclusivement à la fabrication de ce type de véhicules. La métallurgie est représentée par les sociétés IMPA et Intersilver. La société Pupin Telecom conçoit et produit des commutateurs téléphoniques, des commutateurs réseaux, des téléphones et cabines téléphoniques.
L'industrie du bois et de l'ameublement est représentée par les sociétés Gaj inženjering et Reprek. La société Obuća Beograd fabrique des chaussures et les entreprises TIZ (Tekstilna industrija Zemun), créée en 1975, et Zekstra, créée en 1978, travaillent dans l'industrie textile.
La société Gradina, créée en 1990, dont le siège se trouve au 9  Masarikov trg, travaille dans le secteur de la construction ; parmi ses réalisations figurent de nombreux immeubles résidentiels ; elle a  notamment réalisé l'ambassade d'Algérie à Belgrade, le nouveau bâtiment des Archives du film yougoslave ou le nouveau bâtiment du Théâtre dramatique yougoslave.
Roma produit toutes sortes de produits destinés au secteur de la construction (béton, isolants, parquets, moquettes etc.). Galenika, créée en 1945, fabrique des médicaments et des produits pharmaceutiques et son ancienne filiale Galenika Fitofarmacija, créée en 1955 et devenue indépendante en 1997, est spécialisée dans des produits tels que les herbicides, les insecticides, les fongicides et les rodenticides. Veterinarski zavod, dont l'origine remonte à 1938, est spécialisée dans les produits pour la médecine vétérinaire ; elle fabrique notamment des vaccins, des médicaments ainsi que de la nourriture pour les animaux.
Le secteur agroalimentaire est représenté notamment par Soko Štark, qui fabrique des conserves et la confiserie. Polimark, créée en 1989, fabrique et commercialise des condiments (ketchup, moutarde, mayonnaise etc.) et des produits laitiers. Coca Cola HBC-Srbija a son siège à Zemun ; en 1989, la société est devenue une filiale de Coca-Cola Hellenic Bottling Company ; elle produit, vend et distribue en Serbie des boissons non alcoolisées et, particulièrement, les produits de The Coca-Cola Company. Navip fabrique et vend des vins et des spiritueux.

## Tourisme et loisirs

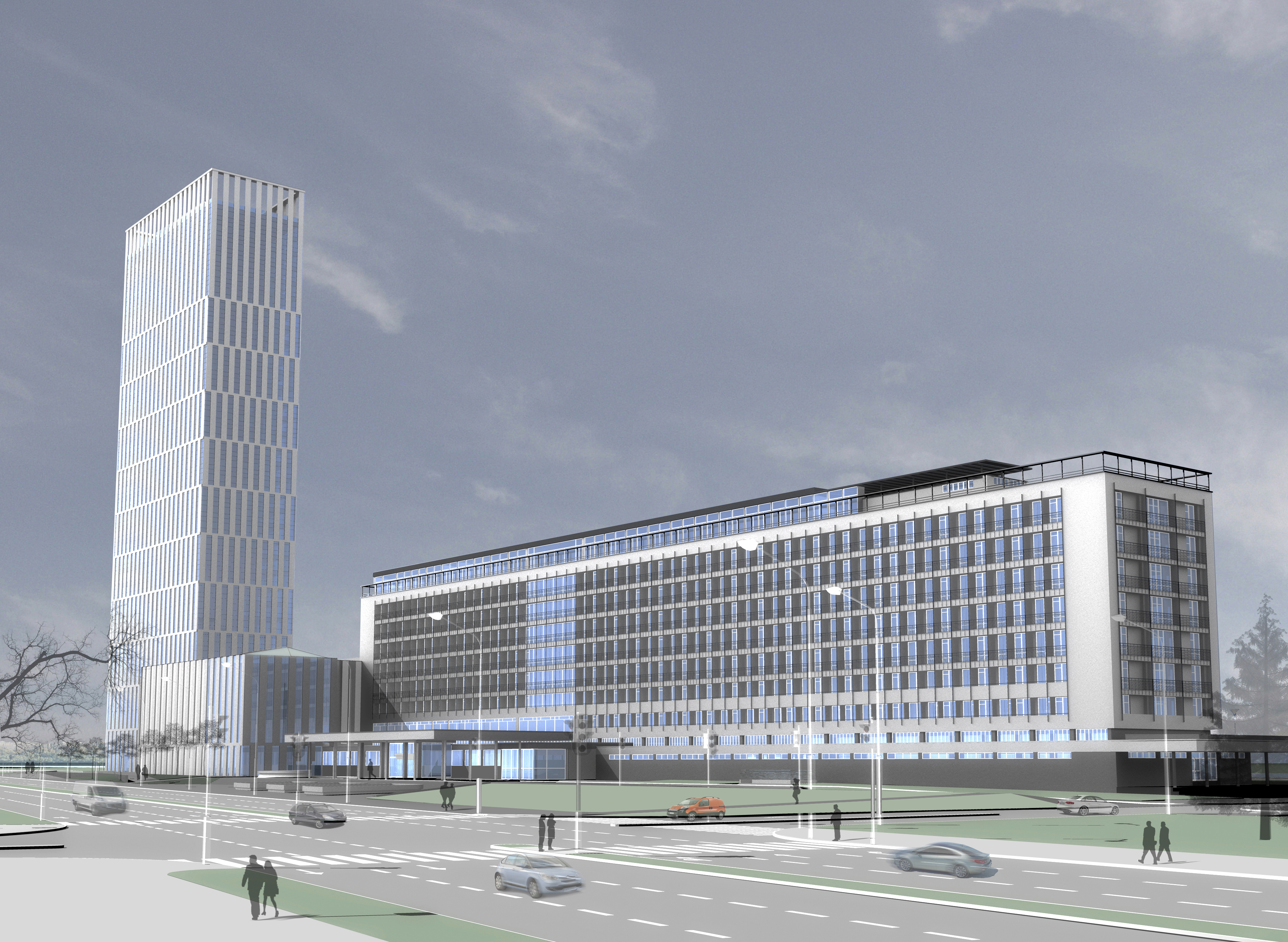
L'hôtel Jugoslavija, après sa reconstruction (projet)

Zemun dispose de nombreux hôtels et restaurants. Le plus prestigieux des hôtels de Zemun est l'hôtel Jugoslavija, au bord du Danube, qui a ouvert ses portes en 1969 ; cet édifice moderne, endommagé au cours du bombardement de la Serbie par l'OTAN en 1999, n'a rouvert que partiellement en 2008 ; il devrait être entièrement opérationnel en 2013.
Les quais du Danube constituent des lieux d'attractions privilégiés, notamment dans le quartier de Zemunski kej, le « quai de Zemun ». Une allée, parallèle au Kej oslobođenja, longe le fleuve et, après Ušće, dans la municipalité de Novi Beograd, ce passage forme une continuité avec les allées piétonnes qui bordent les quartiers de Staro Sajmište et de Savski Nasip, sur la rive gauche de la Save. Le Zemunski kej abrite également plusieurs marinas, dont les marinas Nautec et Dunav. Sur la rive, en contrebas de l'hôtel Jugoslavija, se trouvent de nombreuses barges, abritant des restaurants et des discothèques qui contribuent à la vie nocturne de la capitale serbe.

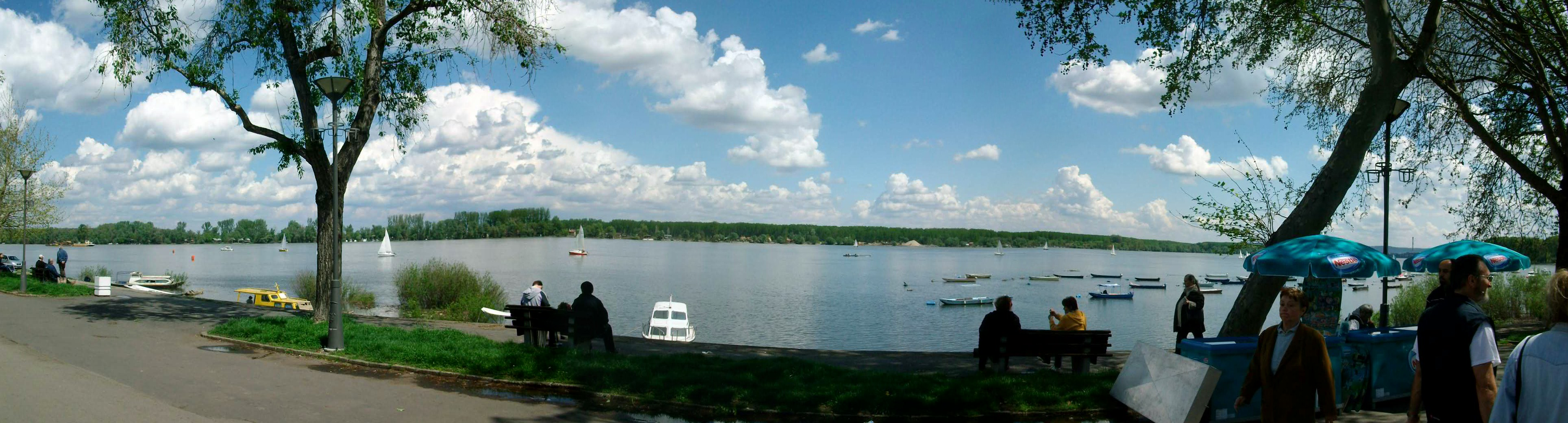
Vue sur le Danube depuis la promenade du Zemunski kej

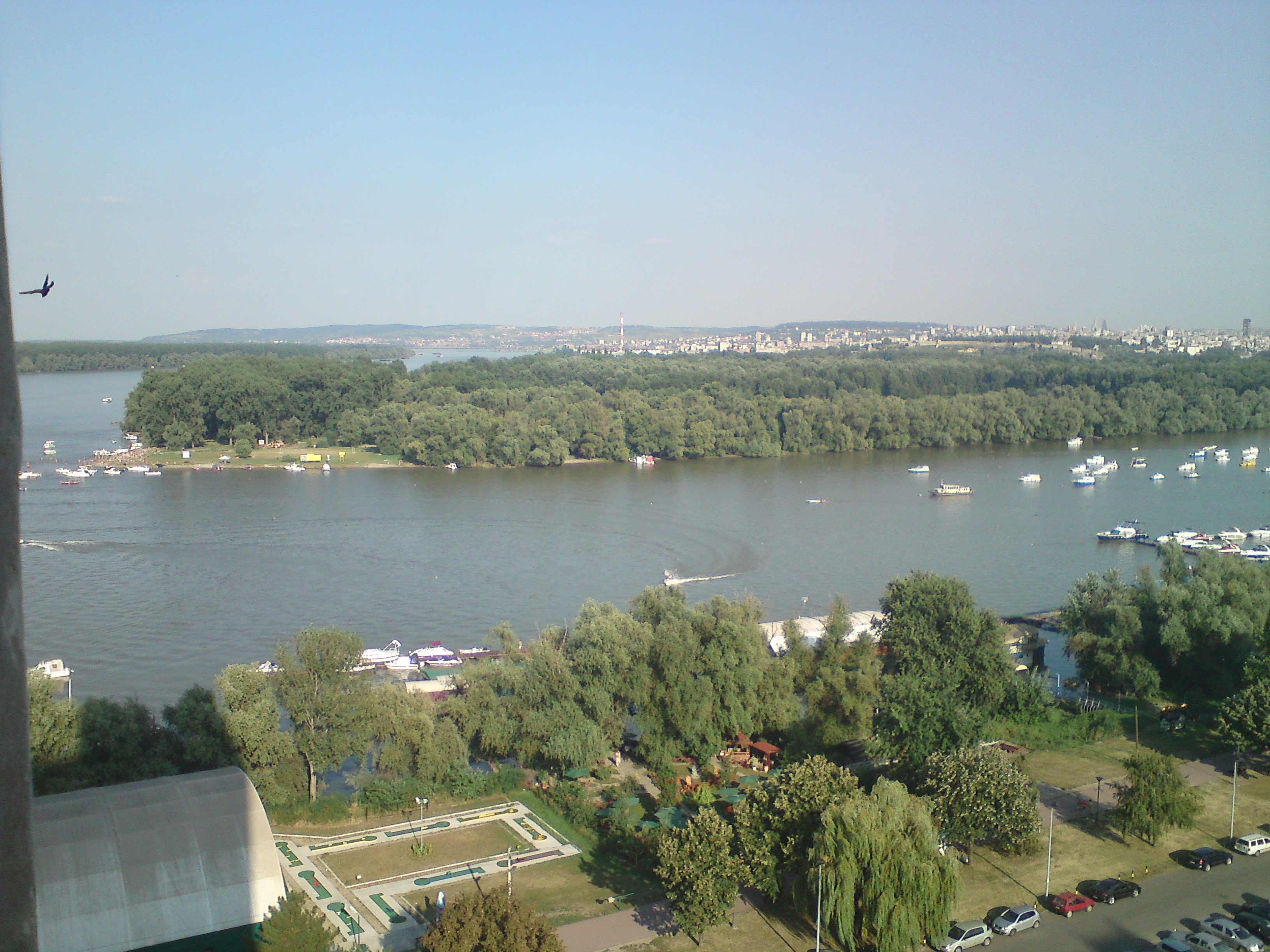
La grande Île de la guerre vue depuis Zemun (second plan)

En plus de l'attrait touristique de ses monuments culturels classés, Zemun possède quelques espaces naturels. Le plus important d'entre eux se trouve sur la grande Île de la guerre, située sur le Danube ; depuis 2005, les richesses naturelles de l'île sont placées sous la protection de la ville de Belgrade et l'ensemble a été classé dans les catégories III (Monument naturel) et IV (Aire de gestion des habitats ou des espèces) de l'UICN par l'Institut pour la conservation de la nature de Serbie (Zavod za zaštitu prirode Srbije). En raison de son écosystème humide, elle sert de réserve naturelle pour 196 espèces d'oiseaux ; on y trouve notamment des colonies de grandes aigrettes (Ardea alba), de héron cendré (Ardea cinerea), de hérons pourprés (Ardea purpurea), de cormorans pygmées (Phalacrocorax pygmaeus) et de bihoreaux gris (Nycticorax nycticorax). L'île est accessible en bateau ou, en été, par un pont flottant installé par l'armée qui permettent d'accoster à la petite plage du Lido, située à sa pointe septentrionale.

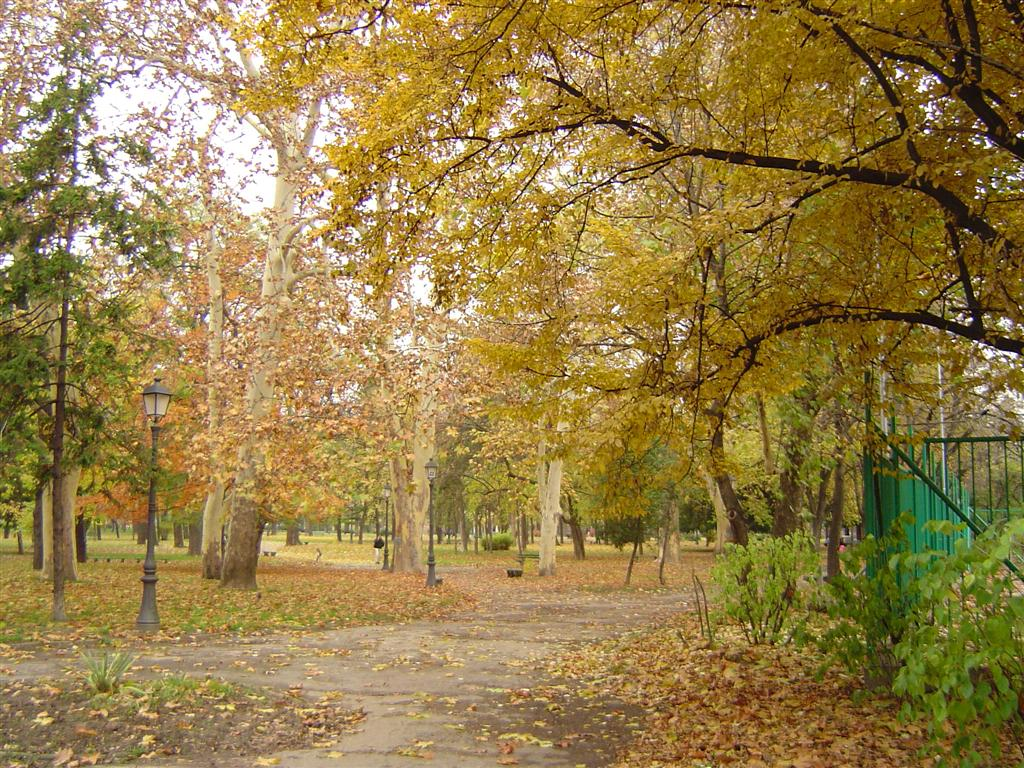
Le Gradski park en automne

Le canal de Galovica, long de 52 km reçoit les eaux de pluie de la montagne de la Fruška gora, voisine ; pour les amateurs de pêche sportive, il est particulièrement riche en poissons blancs et constitue également un lieu de promenade. Le Dobanovački zabran est une forêt giboyeuse de 500 ha. La société de chasse Zemun gère un territoire connu sous le nom de Donji Srem, qui s'étend sur 45 902 ha, dont 28 000 ouverts à la chasse ; on peut y trouver notamment des chevreuils, des sangliers, des lièvres, des faisans et des perdrix ; en revanche, l'activité de chasse est très encadrée et la zone est réservée aux membres de l'association.
En plein centre-ville se trouve le Gradski park, le « parc municipal », qui abrite des édifices anciens et des monuments mais aussi des arbres protégés comme un ginkgo biloba centenaire, un gymnocladus du Canada (Gymnocladus dioicus) centenaire, un if (Taxus baccata) de près de soixante ans et un sophora du Japon (Styphnolobium japonicum), lui aussi centenaire.

## Transports

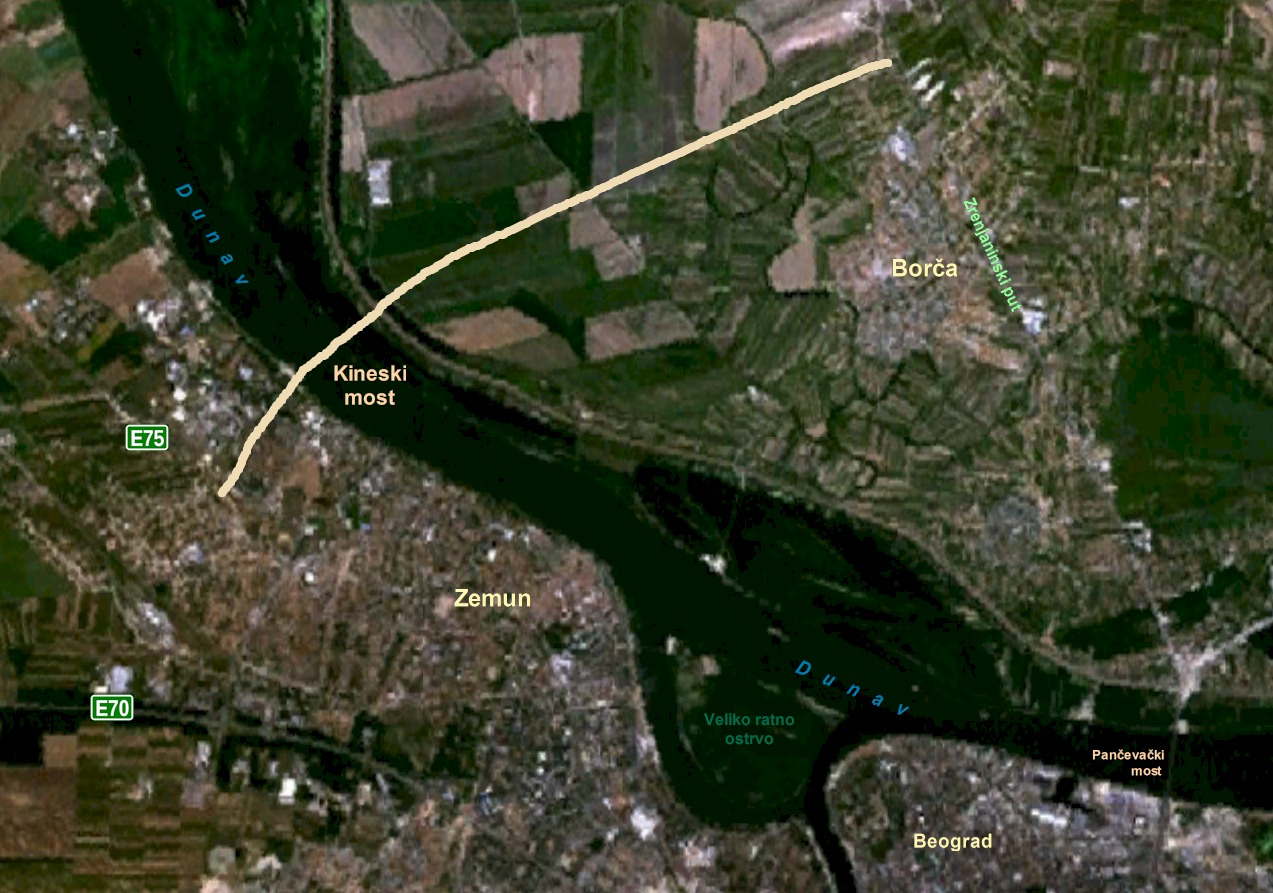
Le tracé du futur pont de l’amitié sino-serbe

Plusieurs routes importantes traversent la municipalité, notamment l'autoroute serbe A3 (route européenne E70), autrefois connue sous le nom d'autoroute de la Fraternité et de l'Unité, et l'autoroute serbe A1 (route européenne E75). Le Stari Novosadski put, « la vieille route de Novi Sad », passe au milieu de Batajnica et en constitue la rue principale. Deux routes parallèles naissent au centre de Zemun, dont le Batajnički drum, et se rejoignent grâce à un grand échangeur routier à l'entrée de Batajnica ; deux autres routes régionales partent encore de Batajnica, l'une vers le sud-ouest jusqu'à Ugrinovci et l'autre vers le nord jusqu'à Novi Banovci. Le périphérique de Belgrade (Batajnica - Dobanovci - Bubanj Potok, trouve également l'un de ses points de départ dans la municipalité. Un pont sur le Danube est en construction, le pont de l’amitié sino-serbe, reliant Zemun à Borča, dans la municipalité de Palilula ; il devrait être mis en service en 2013,.
Sur le plan des transports en commun routiers, de nombreuses lignes de bus sillonnent la municipalité. Le Kej oslobođenja (le « quai de la Libération ») sert de terminus à plusieurs lignes de la société GSP Beograd, soit les lignes 82 (Zemun Kej oslobođenja – Bežanijsko groblje – Blok 44), 610 (Zemun Kej oslobođenja – Jakovo), 611 (Zemun Kej oslobođenja – Dobanovci), 705 (Zemun Kej oslobođenja – 13. maj) et 706E (Zemun Kej oslobođenja – Base aérienne de Batajnica). Le quartier d'Altina sert de terminus aux lignes 81 (Novi Beograd Pohorska – Ugrinovački put – Altina I) et 81L (Novi Beograd Pohorska – Dobanovački put – Altina I) ; celui de Zemun Bačka aux lignes 18 (Medaković III - Zemun Bačka) et 83 (Crveni krst – Zemun Bačka) ; celui de Zemun polje aux lignes 704 (Zeleni venac – Zemun polje), 707 (Zeleni venac – Mala pruga – Zemun polje), 708 (Blok 70a - Plavi horizonti - Zemun polje) et 709 (Zemun Novi Grad – Plavi horizonti - Zemun polje). Batajnica est reliée à Belgrade par les lignes 73 (Novi Beograd Blok 45 – Gare de Batajnica), 700 (Gare de Batajnica - Batajnica Vojvođanskih brigada - Gare de Batajnica), 702 (Gare de Batajnica – Busije), 703 (Gare de Batajnica – Ugrinovci), 705 (Zemun Kej oslobođenja – 13. maj), 706 (Zeleni venac – Batajnica) et 706E (Zemun Kej oslobođenja – Base aérienne de Batajnica).

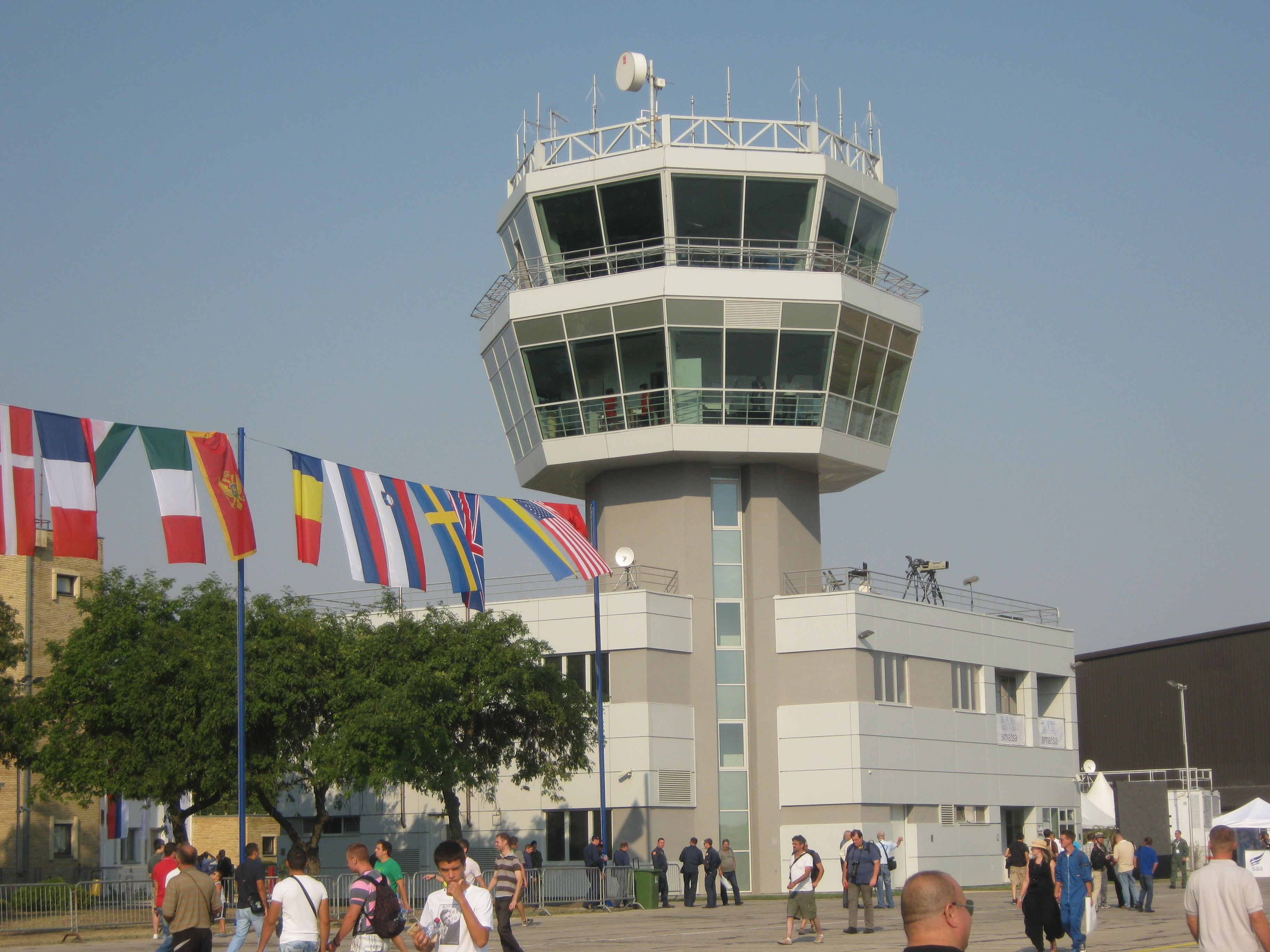
La base aérienne de Batajnica, démonstration aérienne de 2012

Sur le plan ferroviaire, trois gares desservent la municipalité, celles de Batajnica, Zemun polje et Zemun, situées sur le réseau express régional Beovoz. On peut y emprunter la ligne 1 (Stara Pazova - Batajnica - Beograd Centar - Pančevo Vojlovica) qui la relie à Stara Pazova, en Syrmie, et à Pančevo, dans le Banat méridional, en passant par le centre de Belgrade, la ligne 3 (Stara Pazova - Batajnica - Beograd Centar - Rakovica - Renik - Ripanj), qui conduit de Stara Pazova à Ripanj (au sud de Belgrade), la ligne 5 (Nova Pazova - Batajnica - Beograd Centar - Rakovica - Resnik - Mladenovac), qui va de Nova Pazova, en Syrmie, à Mladenovac, et la ligne 6 (Stara Pazova - Batajnica - Beograd Centar - Rakovica - Mala Krsna), qui mène de Stara Pazova à Mala Krsna, sur le territoire de la ville de Smederevo. Ces trois gares constituent également des stations du nouveau réseau BG VOZ (Batajnica - Pančevački most).
La base aérienne de Batajnica, qui ne dispose que d'un trafic civil limité, est également située dans la municipalité de Zemun, dans le quartier de Batajnica.

## Personnalités

### Personnalités nées à Zemun

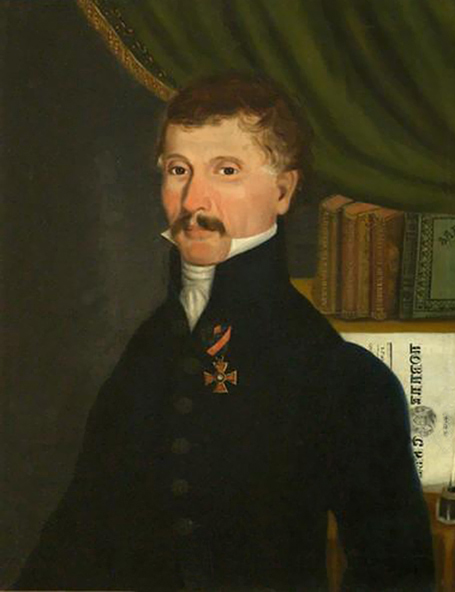
Portait de Dimitrije Davidović

Parmi les personnalités politiques nées à Zemun, on peut citer Dimitrije Davidović (1789-1838), qui a été « représentant du prince », l'équivalent d'un premier ministre, entre 1826 et 1829, sous le règne de Miloš Ier Obrenović, ou encore Stefan Marković (1804-1864) qui, par deux fois, a été représentant du prince entre 1856 et 1858, sous le règne d'Alexandre Karađorđević. Branko Pešić (1922-1986), membre de la Ligue des communistes de Yougoslavie, a été maire de Belgrade entre 1964 et 1974. Svetislav Golubović (1917-1942), surnommé Mitraljeta, la mitraillette, était un Partisan communiste combattant de la Seconde Guerre mondiale ; il est né à Batajnica, près de Zemun.
Parmi les écrivains nés à Zemun figurent Rudolfo Franjin Magjer (1884–1954), Dora Pfanova (1897–1989), Josip Kulundžić (1899–1970), Theodor Balk (1900–1974), de son vrai nom Fodor Dragutin, ou encore Miloš Bandić (1930–1996).
L'architecte Franjo Jenč (1867-1967) est né et mort à Zemun ; par ses créations inspirées de l'Art nouveau, il a contribué à façonner l'image du centre ancien de la ville. Jovan Prokopljević (né en 1940) est un architecte et un caricaturiste. Le musicien et chanteur Saša Kovačević (né en 1985) est originaire de la ville, ainsi que le journaliste et animateur de radio Zoran Modli.
Plusieurs footballeurs sont nés à Zemun, parmi lesquels on peut citer Ivan Pudar (né en 1961), Dejan Čurović (né en 1968), Radovan Radaković (né en 1971), Dejan Stanković (né en 1978), Mateja Kežman (né en 1979), Igor Matić (né en 1981), Mladen Lazarević (né en 1984), Aleksandar Kolarov (né en 1985), ou Miralem Sulejmani (né en 1988). Le joueur de basket-ball Dragan Dojčin, né en 1976, et le pongiste Aleksandar Karakašević, né en 1975, sont eux aussi originaires de la ville.

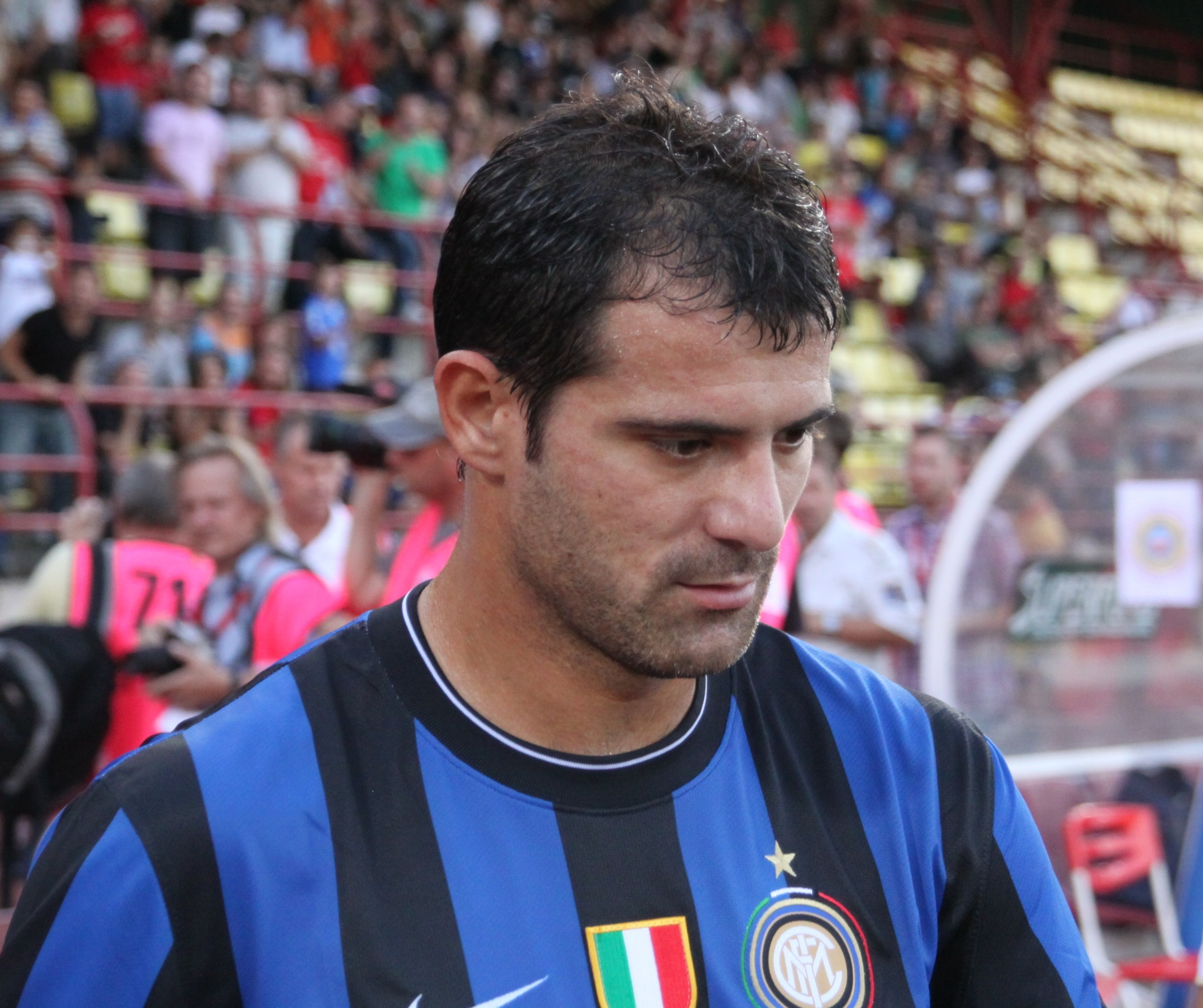
Le footballeur Dejan Stanković
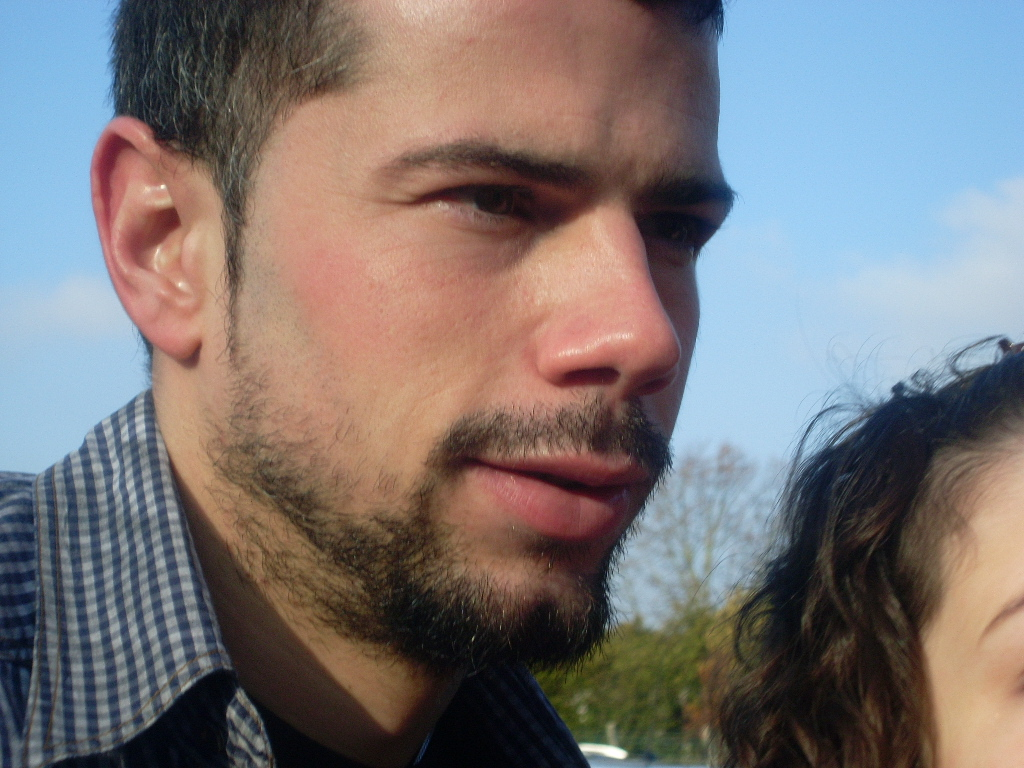
Le footballeur Mateja Kežman
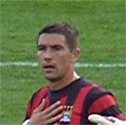
Le footballeur Aleksandar Kolarov
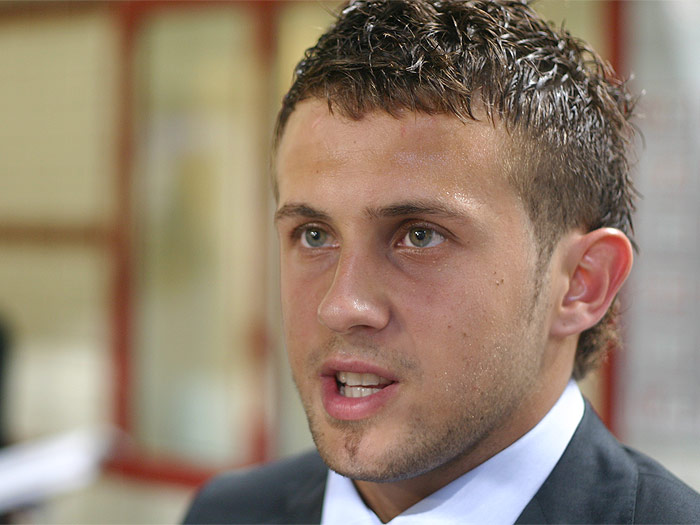
Le footballeur Miralem Sulejmani

### Autres personnalités liées à Zemun

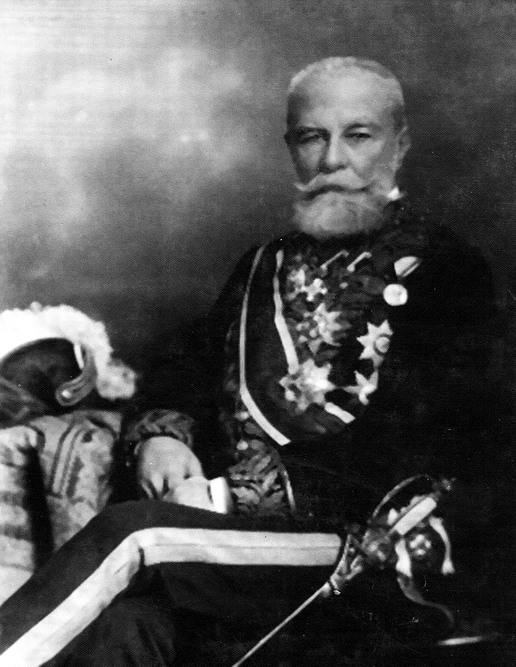
Đorđe Simić

Đorđe Simić (1843-1921), né à Belgrade et mort à Zemun, a été deux fois président du Conseil du royaume de Serbie entre 1894 et 1897 sous le roi Alexandre Ier.
Lazar Savatić (1914-1950), un Partisan combattant de la Seconde Guerre mondiale et Héros national de la Yougoslavie, né à Ruma, a travaillé à l'usine Zmaj de Zemun. Nada Dimić (1923-1942), une communiste yougoslave, elle aussi décorée de l'Ordre du Héros national, a étudié au lycée de Zemun et à l'école d'économie de la ville.
Yéhouda Hay Alkalay (1798-1878) fut un temps rabbin à Zemun.

## Coopération internationale
Zemun a développé une coopération avec les villes et les municipalités suivantes :
| - Ar-Ram (Palestine) - Banja Luka (Bosnie-Herzégovine) - Bitola (Macédoine) - Esch-sur-Alzette (Luxembourg) - Herceg Novi (Monténégro) - Kranj (Slovénie) | - Corfou (Grèce) - Tower Hamlets (Royaume-Uni) - Mödling (Autriche) - Offenbach-sur-le-Main (Allemagne) - Ohrid (Macédoine) - Osijek (Croatie) | - Puteaux (France) - Rif Dimashq (Syrie) - Tilbourg (Pays-Bas) - Velletri (Italie) - Béroia (Grèce) |